# Uměleckohistorické muzeum (Vídeň)

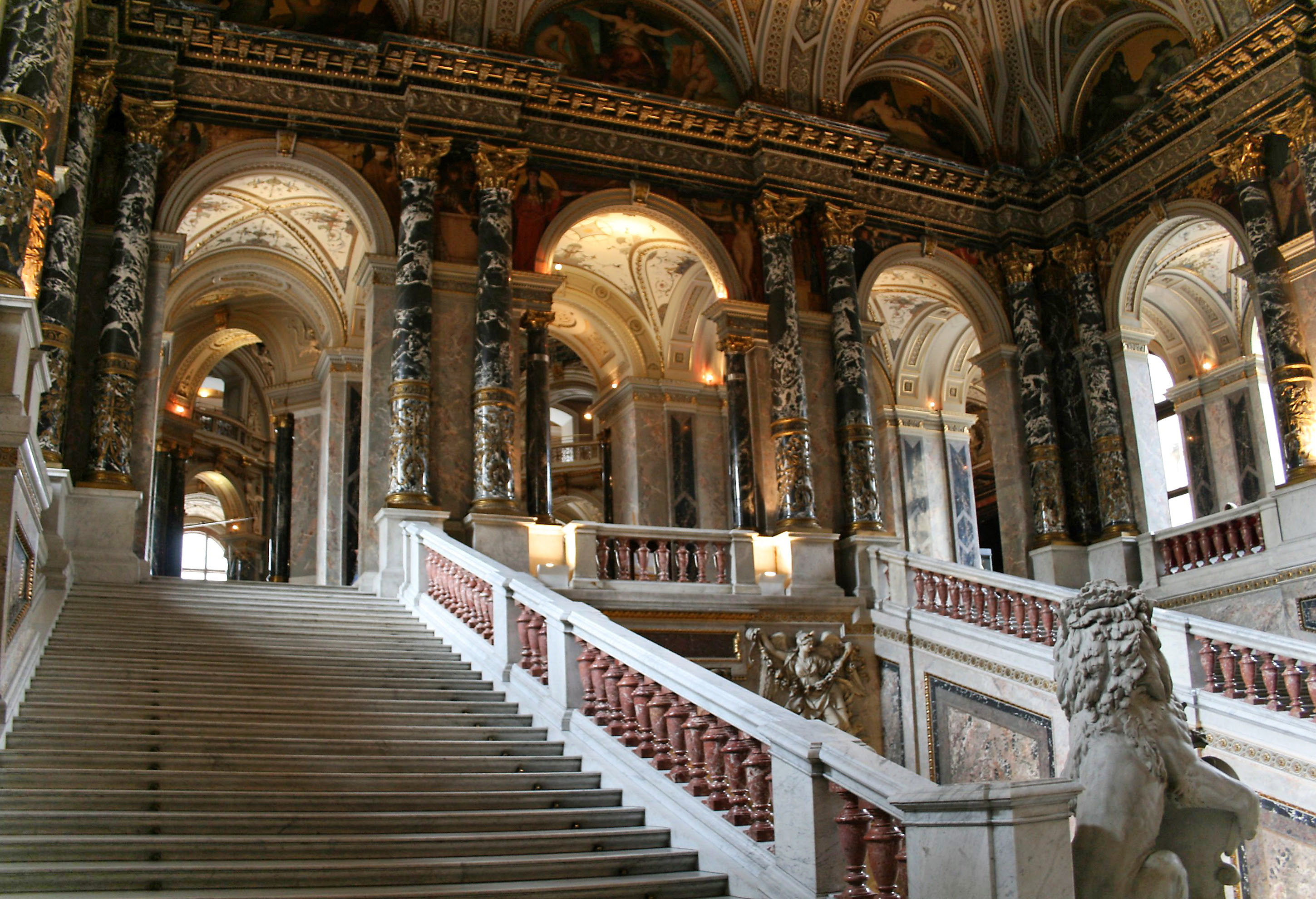
Schodiště v hlavní budově muzea

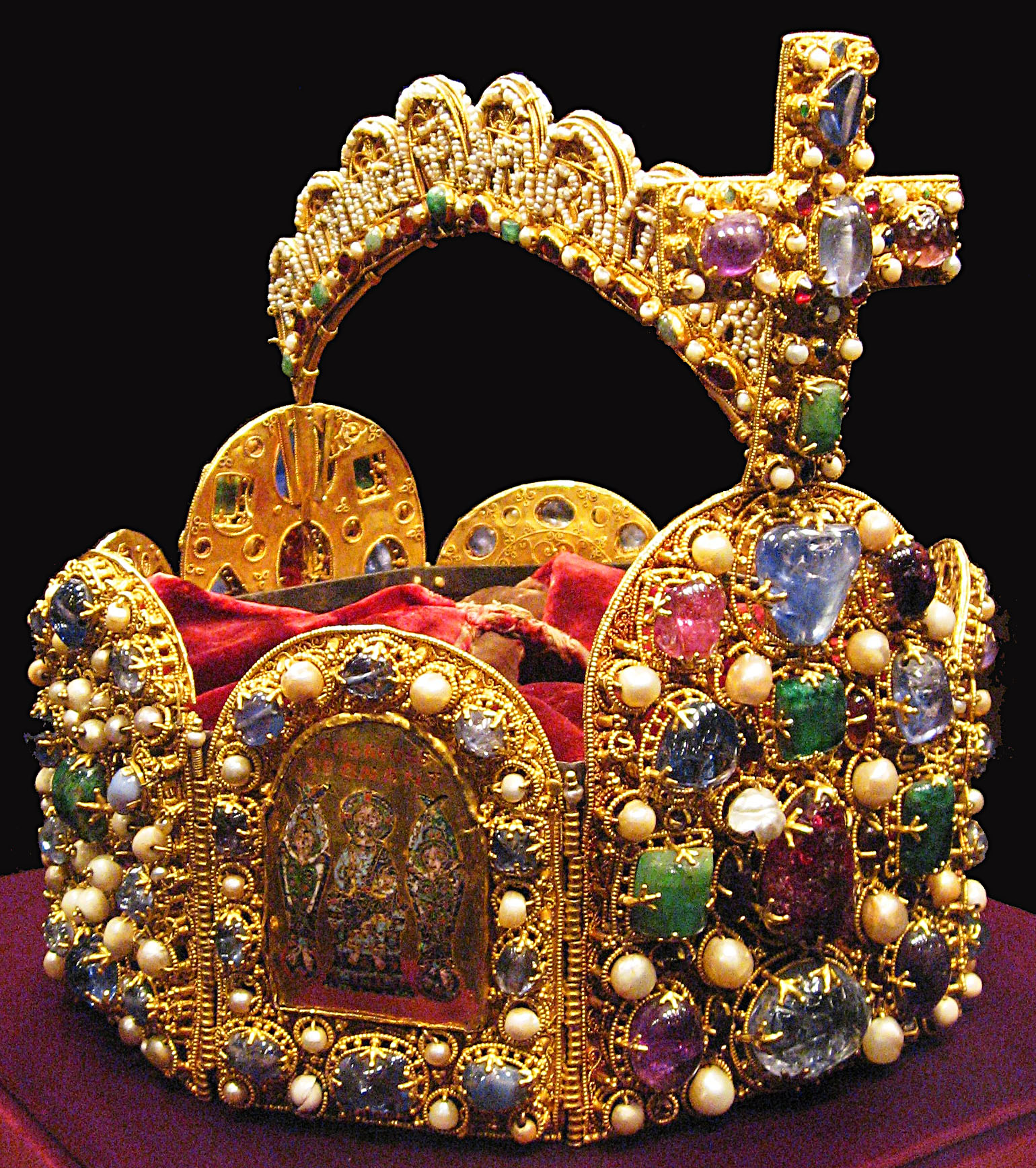
Říšská koruna (zlato, 10. stol.)

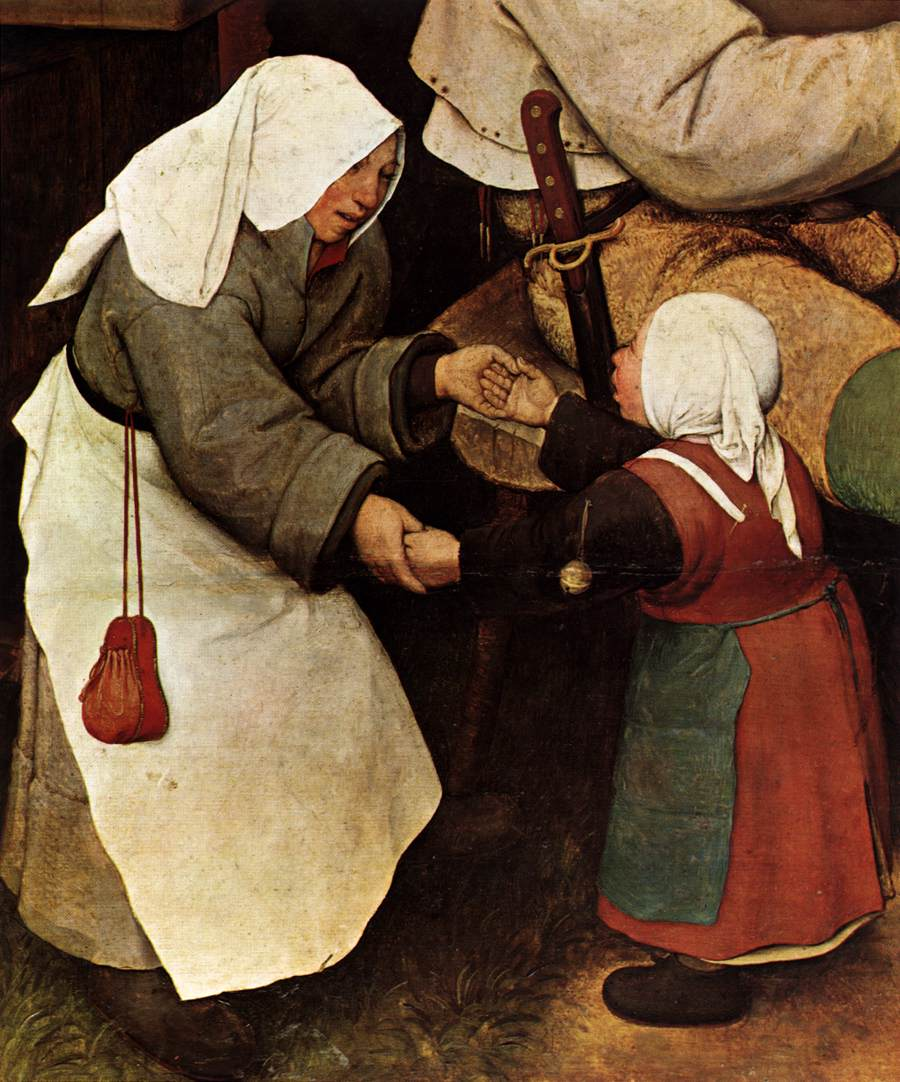
Pieter Brueghel starší: Selský tanec, detail

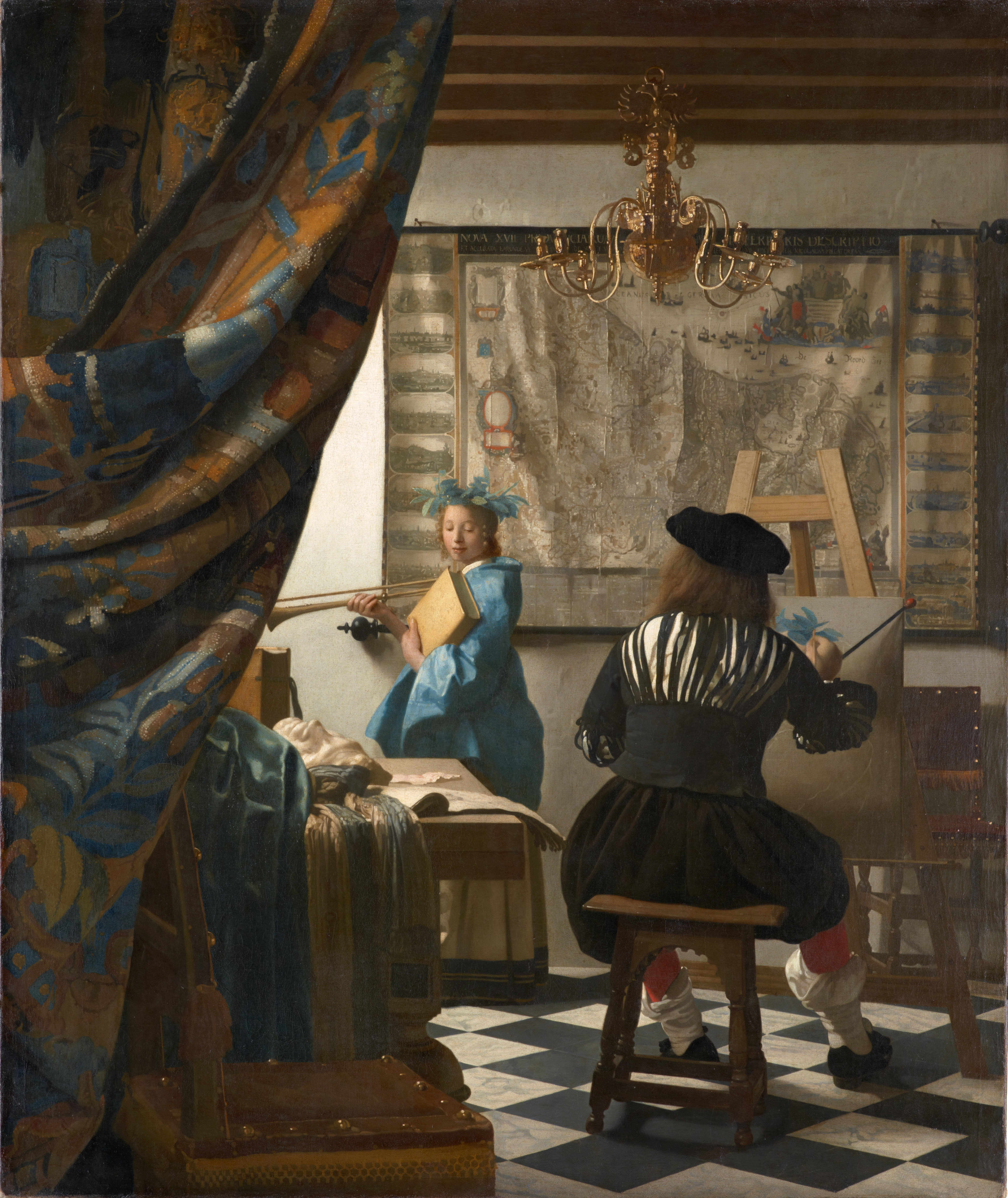
Vermeer: Malíř ve svém ateliéru

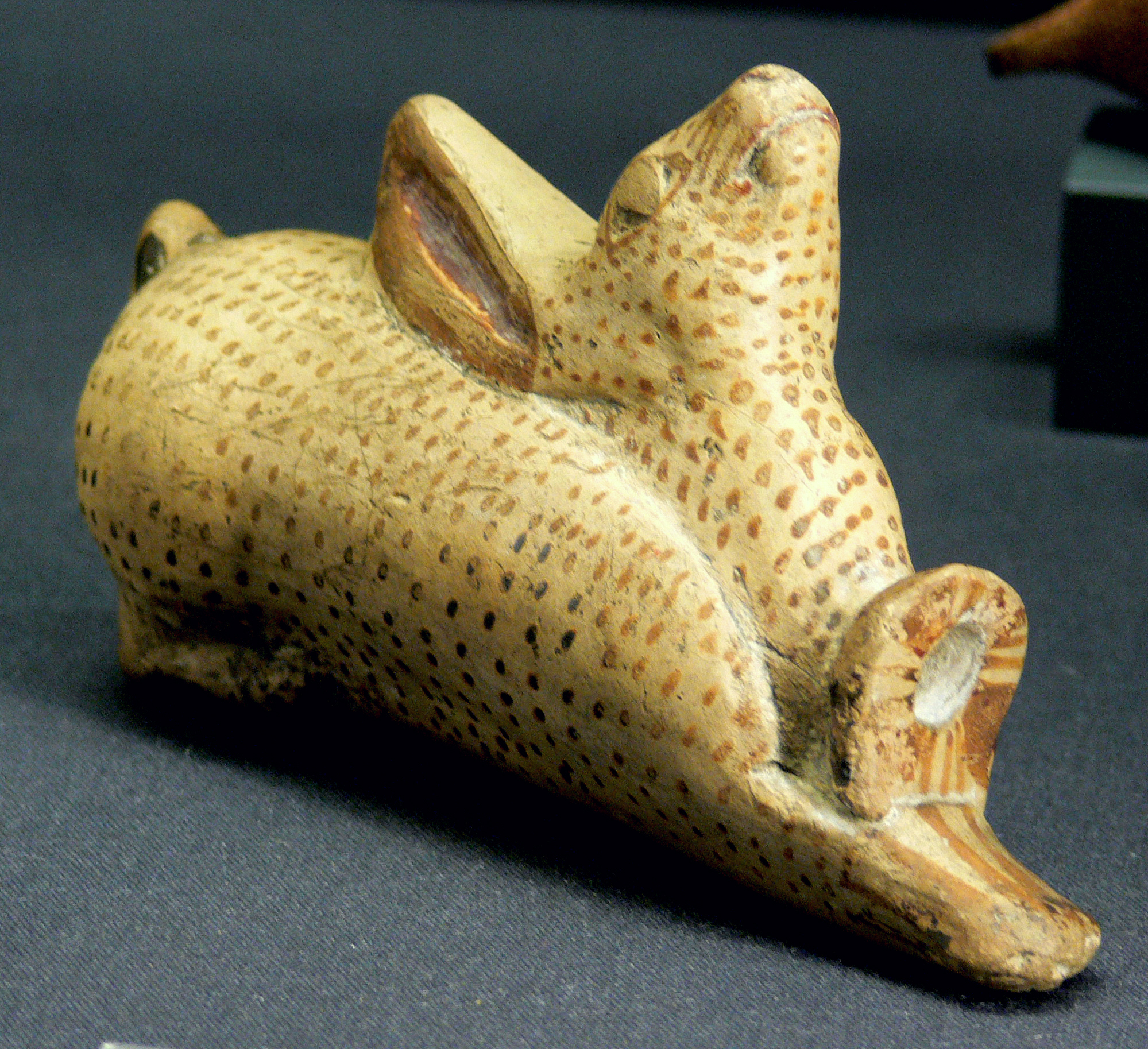
Zajíc (Korint, asi 560 př. n. l.)

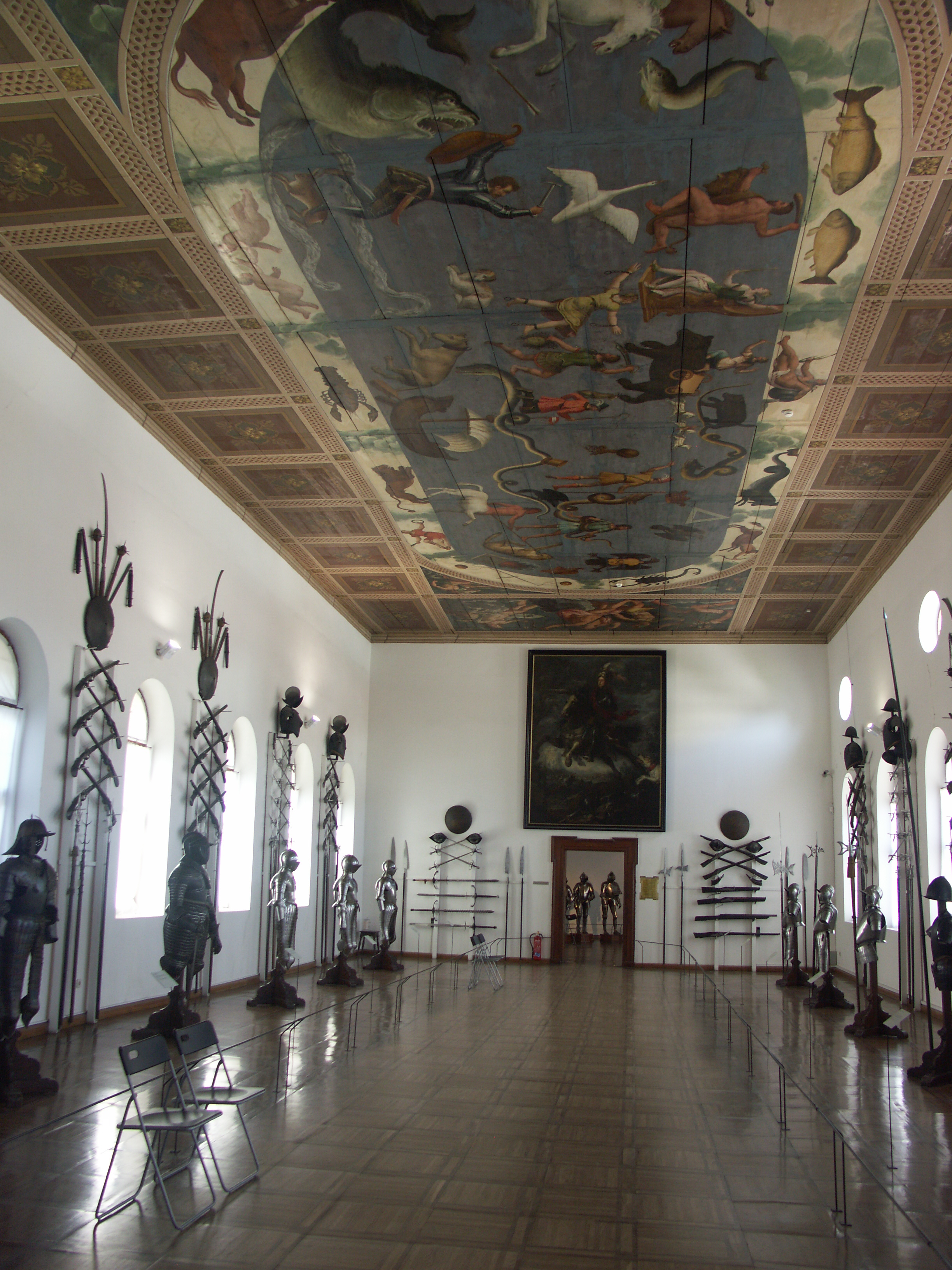
Jeden ze sálů zámku v Ambrasu

Uměleckohistorické muzeum (německy Kunsthistorisches Museum, zkráceně také KHM) ve Vídni patří mezi nejvýznamnější muzea umění v Evropě. Z podnětu císaře Františka Josefa I. soustředilo císařskou klenotnici, obrazárnu, sbírky zbraní, starožitností a mincí, zlaté poklady nalezené v Uhrách a další sbírky.

## Struktura muzea
V hlavní budově naproti Hofburgu jsou umístěna následující oddělení: obrazová galerie (Gemäldegalerie), Císařská klenotnice ve Vídni (Kaiserliche Schatzkammer), egyptsko-orientální sbírka (Ägyptisch-Orientalische Sammlung), antická sbírka (Antikensammlung), sbírka uměleckých předmětů z Kunstkomory císaře Rudolfa II. na Pražském hradě a z císařských sbírek Habsburků v městě Vídni (souhrnně nazvaná Kunstkammer Wien), kabinet mincí a medailí (Münzkabinett) a knihovna.
V objektu Hofburgu zvaném Neue Burg sídlí Efezské muzeum (Ephesos Museum), sbírka starých hudebních nástrojů (Sammlung alter Musikinstrumente), dvorní lovecká sbírka a zbrojnice (Hofjagd- und Rüstkammer) a archiv muzea.
Organizačně jsou k muzeu přičleněny i následující instituce: Rakouské muzeum divadla v Lobkovickém paláci (Österreichisches Theatermuseum im Palais Lobkowitz), Muzeum světa ve Vídni (Das Weltmuseum Wien, do roku 2017 v rekonstrukci), Theseův chrám ve Volksgarten u Hofburgu a Muzeum kočárů (Wagenburg) v Schönbrunnu. Mimo Vídeň patří k muzeu rovněž habsburské sbírky na zámku Ambras u Innsbrucku.

## Historie
Podnět k vybudování instituce dal císař František Josef I. Po zboření městských hradeb Vídně vznikala na jejich místě od 60. let 19. století výstavná okružní třída Ringstraße. Budova Uměleckohistorického musea s protilehlým Přírodovědným muzeem (Naturhistorisches museum Wien) měly vytvářet jednotný komplex v rámci rozšířeného císařského paláce Hofburgu. Po architektonické soutěži byl návrhem byl pověřen v té době již renomovaný německý architekt Gottfried Semper, asistoval mu vídeňský Karl von Hasenauer. Stavba probíhala v letech 1872–1891. Obě muzea, od jejichž přímého propojení s císařským palácem bylo nakonec upuštěno, byla slavnostně otevřena 17. října 1891. Generální rekonstrukce budov skončila v červnu roku 2014 a je spojena s novou prezentací sbírek.

### Architektura a výzdoba
Budovy jsou vystavěny v neorenesančním stylu inspirovaném italskou renesancí.
Uměleckohistorické muzeum má obdélníkový půdorys o délce 60 metrů se dvěma čtyřkřídlými budovami kolem dvou dvorů a s vloženým středním křídlem završeným kupolí. Fasáda je obložena kamennými bosovanými kvádry a vyzdobena architektonickou a figurální plastikou z pískovce, na které se podílelo 70 umělců z Rakousko-uherské monarchie, kteří vyšli vítězně ze soutěže. Na attice jsou osazeny sochy osobností výtvarného umění, provedli je Edmund Hellmer, Carl Kundmann, Viktor Tilgner, Caspar Zumbusch, Ludvík Šimek a další. Po stranách hlavního vchodu jsou osazeny alegorické sochy Malířství od Edmunda Hellmera (vlevo) a Sochařství od Johanna Benka (vpravo). Na vrcholu kopule je bronzová socha Pallas Athény od Johanna Benka.
Interiér budovy je bohatě vykládaný mramorem, zdobený štukaturami, zlatem a dekorativní malbou interiérů. Na schodišti to jsou nástěnné obrazy Gustava Klimta, Ernsta Klimta, Franze Matsche, Hanse Makarta a Mihály Munkácsyho.

## Zajímavosti
- K nejvýznamnějším zlatnickým předmětům muzea patří renesanční Slánka (Saliera) od Benvenuto Celliniho, během rekonstrukčních prací byla 11. května 2003 ukradena. Opět nalezena byla 21. ledna 2006 v bedně ukryté v lese nedaleko města Zwettl v Rakousku.
- Kunsthistorisches Museum bylo virtuálně rekonstruováno v poslední misi počítačové hry Mafia: The City of Lost Heaven od firmy Illusion Softworks (mise Smrt umění).

## Sbírky

### Obrazová galerie (Gemäldegalerie)
Sbírku postupně vytvářeli příslušníci habsburského rodu. Jedním z prvních sběratelů byl Ferdinand II. Tyrolský, syn císaře Ferdinanda I. Jeho sbírka více než tisíce portrétních miniatur je vystavena v numismatickém oddělení muzea. Velkou sbírku obrazů, soch a uměleckořemeslných předmětů shromáždil ve své Kunstkomoře na Pražském hradě císař Rudolf II. Do Vídně se jí dostala jen menší část, protože velké množství obrazů a soch odvezli jako válečnou kořist v roce 1648 Švédové a další byly rozprodány v dražbě v Praze. Větší část sbírky je rozptýlena po celé Evropě. Od roku 2014 má Rudolfova Kunstkomora vlastní expozici, jeden sál s obrazy a tematický soubor glyptiky rodin Miseroniů a Sarachiů. Zakladatelem podstatného souboru obrazové sbírky byl arcivévoda Leopold I. Vilém (1614–1662). Na konci arcivévodova života čítala kolem 1400 obrazů, které nakoupil v době, kdy byl místodržícím španělského krále Filipa IV. v Nizozemsku. Leopold také dal ke sbírce vypracovat tištěný inventář. V menší míře rozšiřoval obrazovou sbírku císař Leopold I. V jeho době se do Vídně dostala zejména díla florentského renesančního malířství (mj. Raffaelova Madona v zeleni) nebo portréty Diega Velázqueze.
Až do doby císaře Karla VI. byla habsburská obrazová sbírka rozptýlena na více místech. Karel VI. dal pro potřeby obrazárny upravit prostory vídeňského paláce Stallburgu a sbírku soustředil v něm. Za Josefa II. byla obrazárna přestěhována do zámku Belveder. Roku 1783 byl vydán první tištěný katalog sbírky v němčině a ve francouzštině. Obrazy byly rozděleny podle uměleckých škol a v duchu josefinismu opatřeny jednotnými rámy. Galerie byla třikrát týdně přístupná veřejnosti. V roce 1891 byla galerie otevřena v nynějších prostorách. Zároveň začala vycházet ročenka, ve které byly publikovány vědecké studie týkající se nejen obrazového fondu muzea (v současnosti pod názvem Jahrbuch des Kunsthistorischen Museums).

#### Výběr obrazů
- Giuseppe Arcimboldo: Voda, 1566 (z Kunstkomory Rudolfa II.)
- Bernardo Bellotto zvaný Canaletto: Trh ve Vídni, pohled z jihovýchodu, kolem 1760
- Pieter Brueghel starší:
  - Zápas masopustu s půstem, 1559
  - Obrácení sv. Pavla, 1567
  - Stavba babylonské věže, 1563 (z Kunstkomory Rudolfa II.)
  - Návrat stáda (Podzim), 1565
  - Lovci ve sněhu (Zima), 1565
  - Selská svatba, kolem 1568
  - Selský tanec, kolem 1568
- Caravaggio: ** Růžencová madona, kolem 1604/1605
- Lucas Cranach starší: Ukřižování, kolem 1500/1501
- Joseph Duplessis: Christoph Willibald Gluck u spinetu, 1775
- Albrecht Dürer: Portrét mladé Benátčanky, 1505
- Anthonis van Dyck: Portrét Jacoma de Cachiopina, kolem 1628/1629
- Jan van Eyck: Kardinál Niccolò Albergati, kolem 1435
- Giorgione: Portrét mladé ženy (Laura), 1506
- Lorenzo Lotto: Portrét mladíka před bílým závěsem, kolem 1508
- Palma il Giovane: Portrét sochaře, kolem 1600
- Raffael Santi: Madona v zeleni, 1505 nebo 1506
- Rembrandt: Umělcova matka jako věštkyně Hannah, 1639
- Hyacinthe Rigaud: Portrét Filipa Ludvíka Václava hraběte Sinzendorfa, 1728
- Peter Paul Rubens:
  - Venušina slavnost, kolem 1635/1637
  - Kožíšek, kolem 1635/1640
- Andrea del Sarto: Oplakávání Krista, kolem 1519/1520
- Diego Velázquez:
  - Infantka Markéta Tereza v růžových šatech, kolem 1653/1654
  - Infantka Markéta Tereza v modrých šatech, 1659
- Jan Vermeer: Malíř ve svém ateliéru (Alegorie Malířství), kolem 1666/1668

#### Galerie

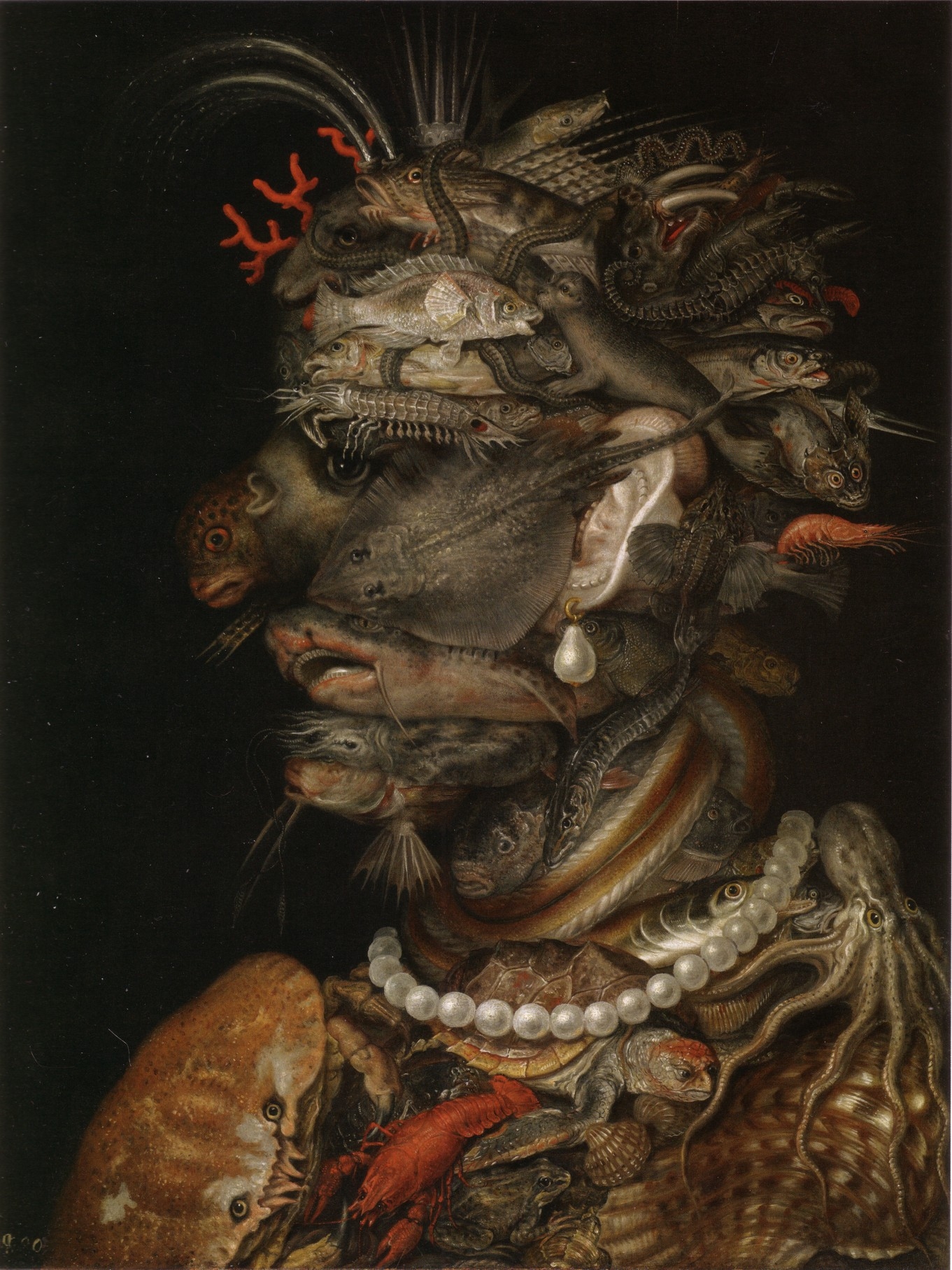
Arcimboldo: Voda
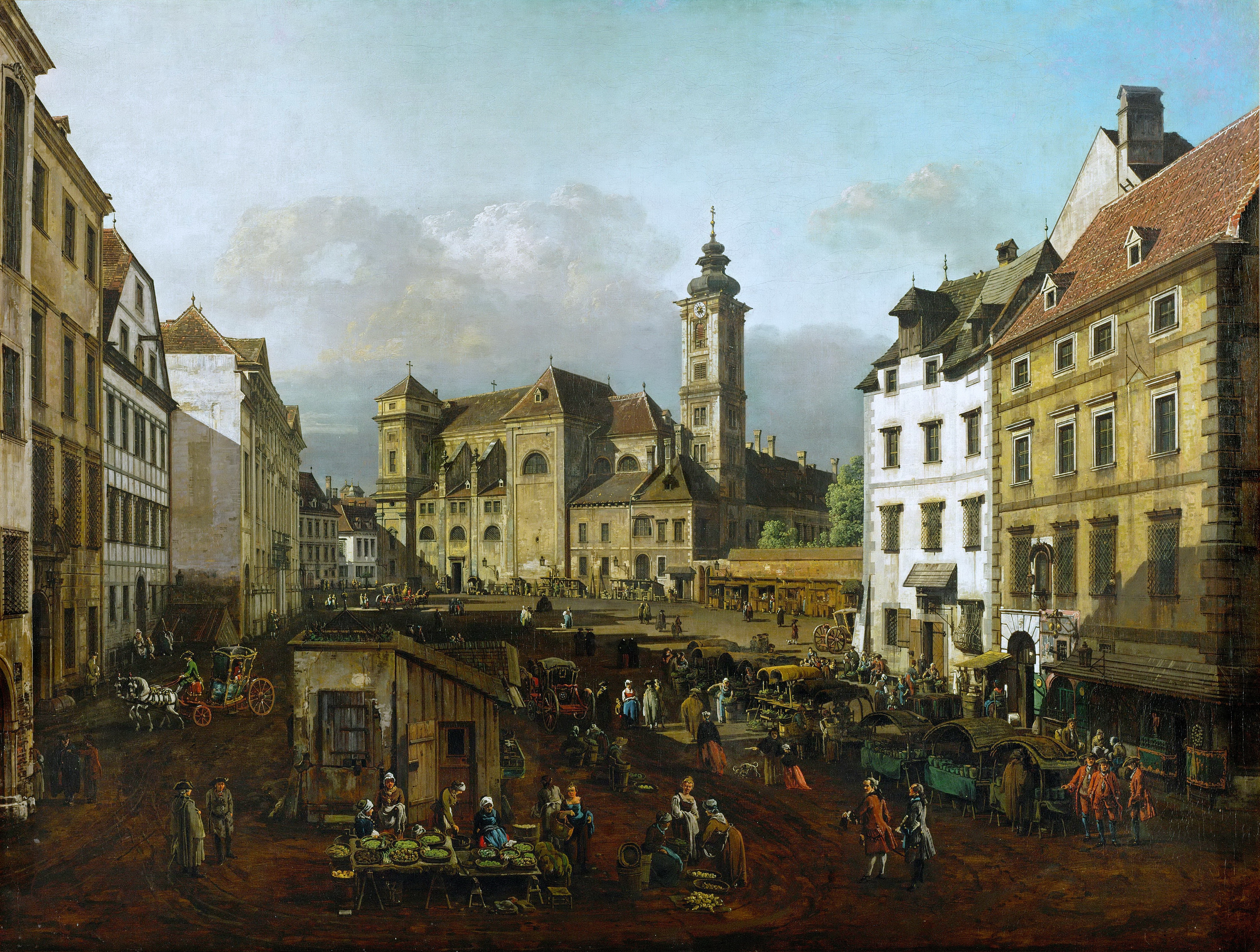
Canaletto: Trh ve Vídni, pohled od jihovýchodu
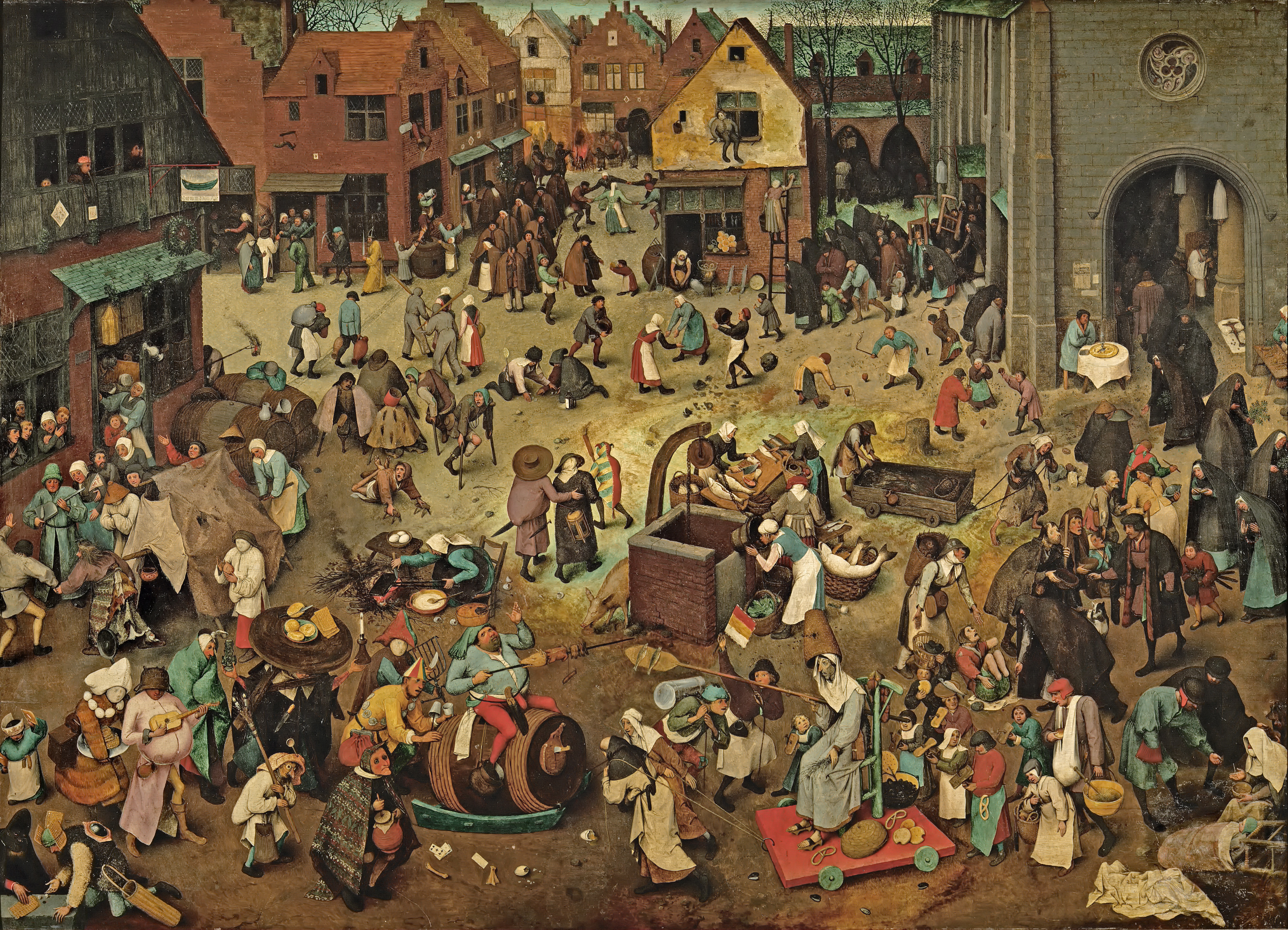
Brueghel: Zápas masopustu s půstem
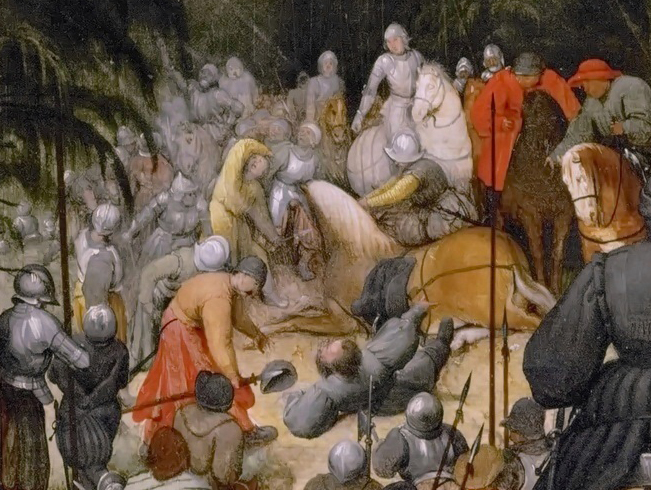
Brueghel: Obrácení sv. Pavla, detail
Brueghel: Stavba babylonské věže
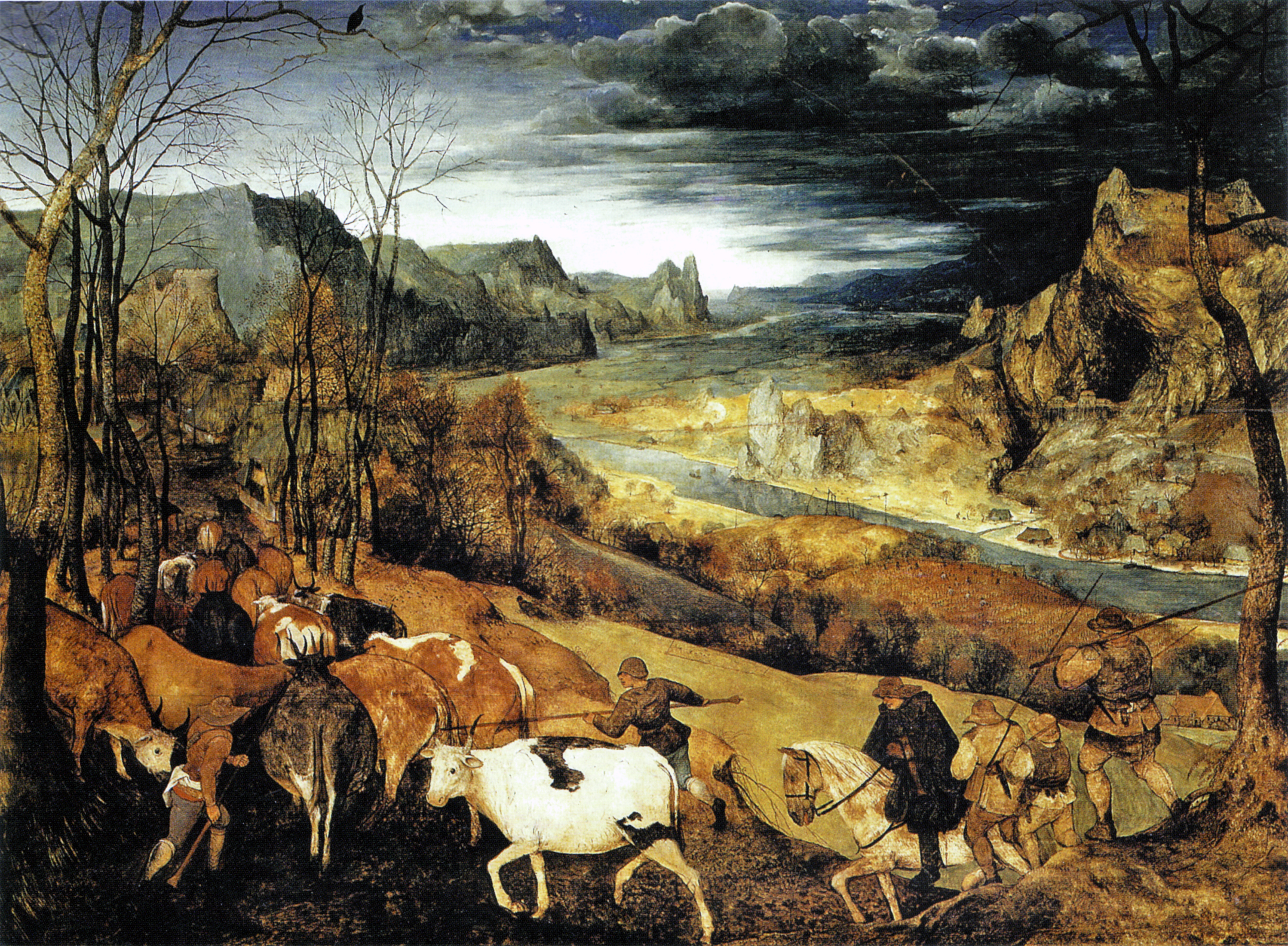
Brueghel: Návrat stáda
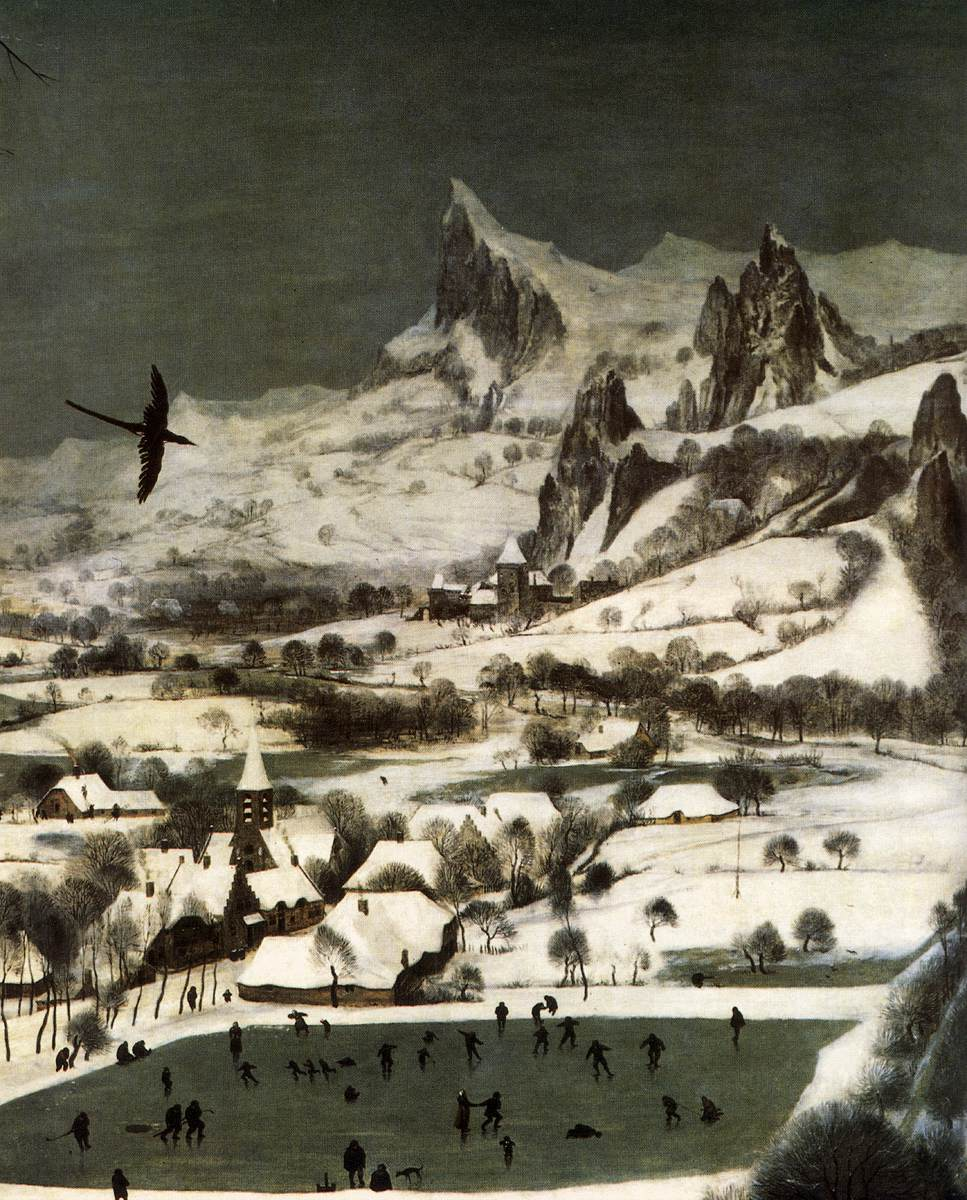
Brueghel: Lovci ve sněhu, detail
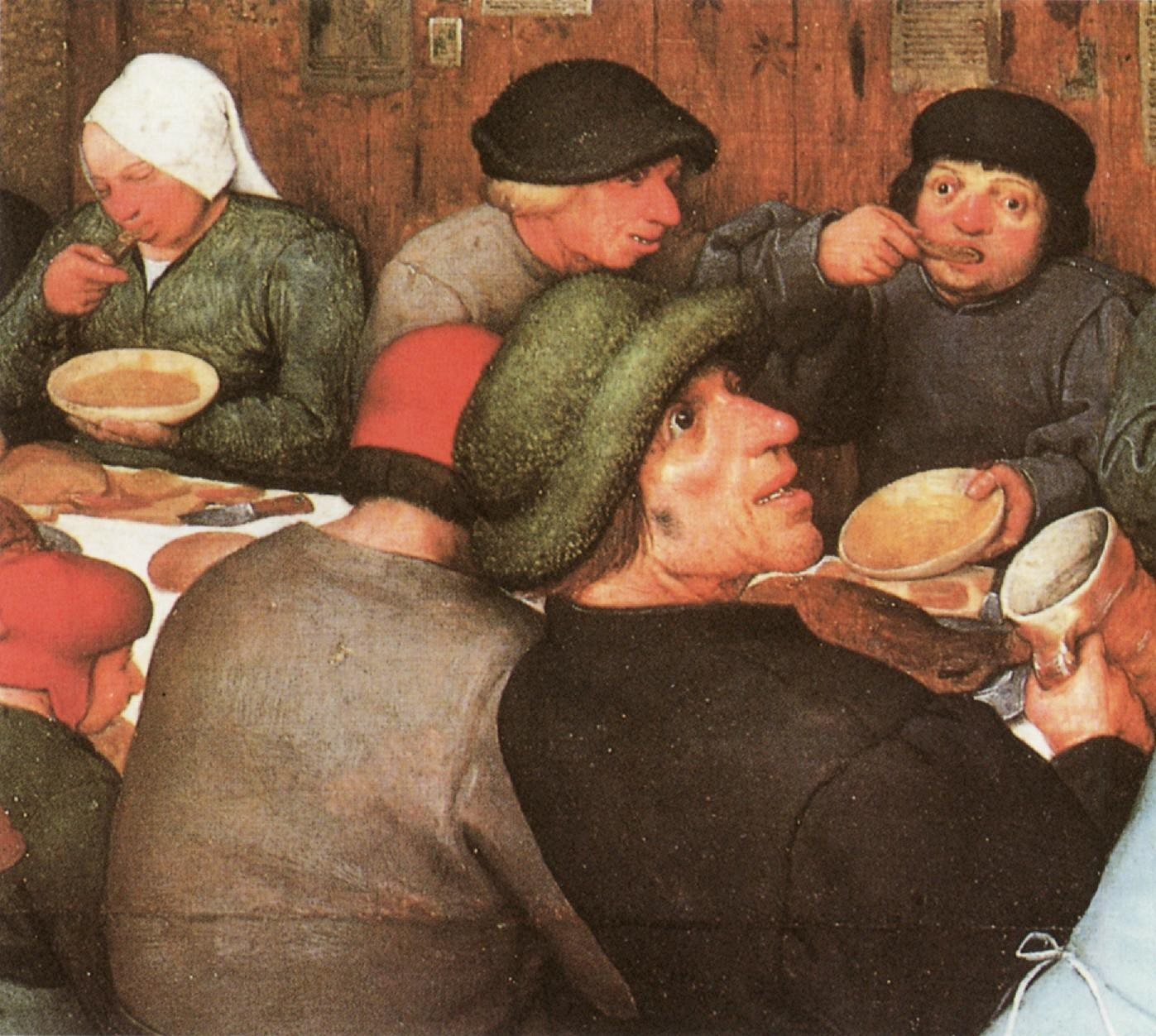
Brueghel: Selská svatba, detail
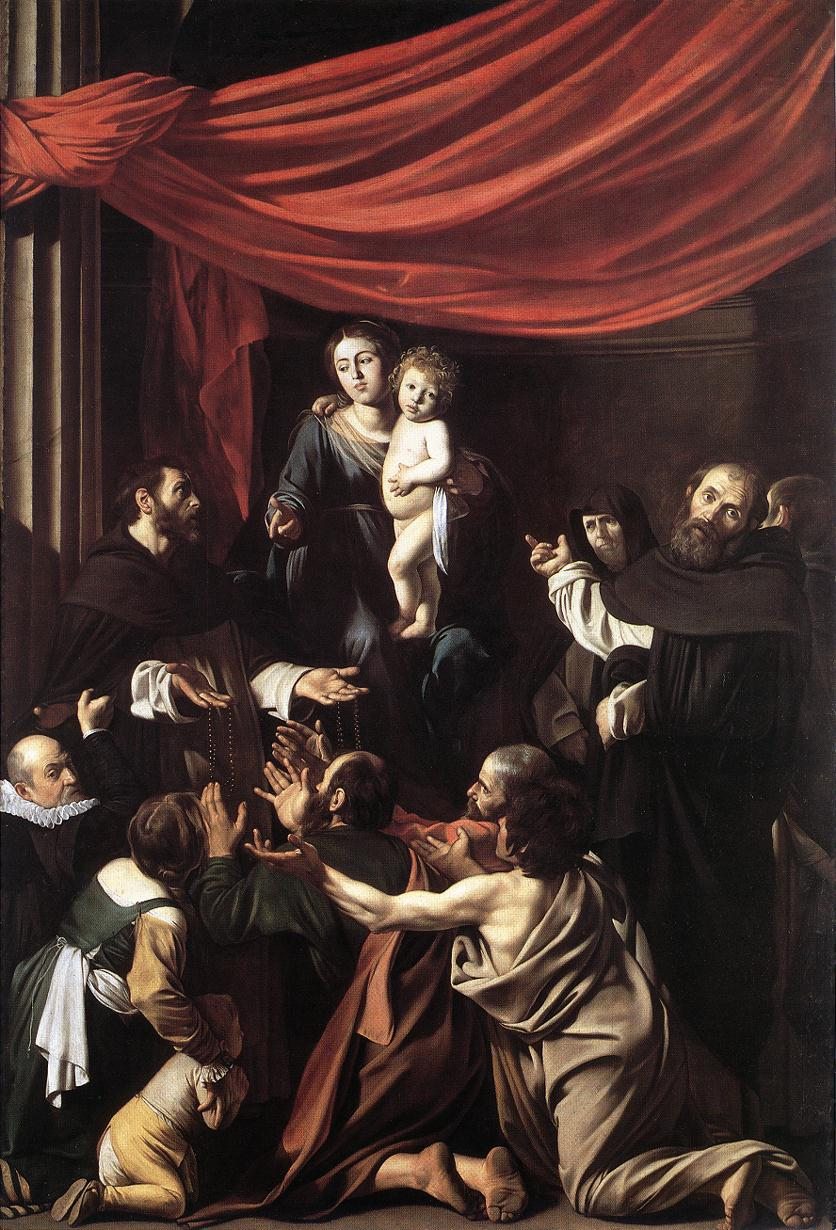
Caravaggio: Růžencová madona
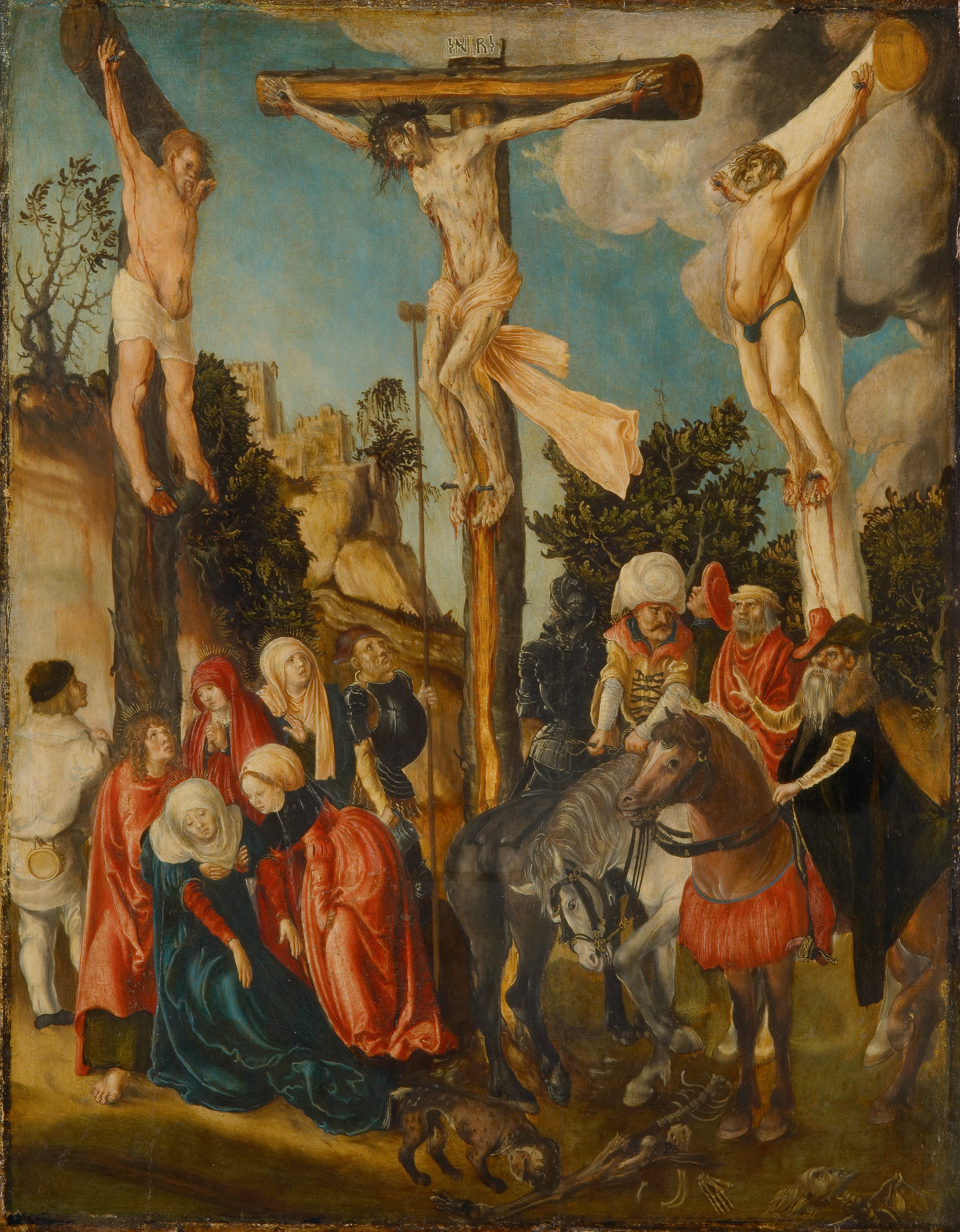
Cranach st.: Ukřižování
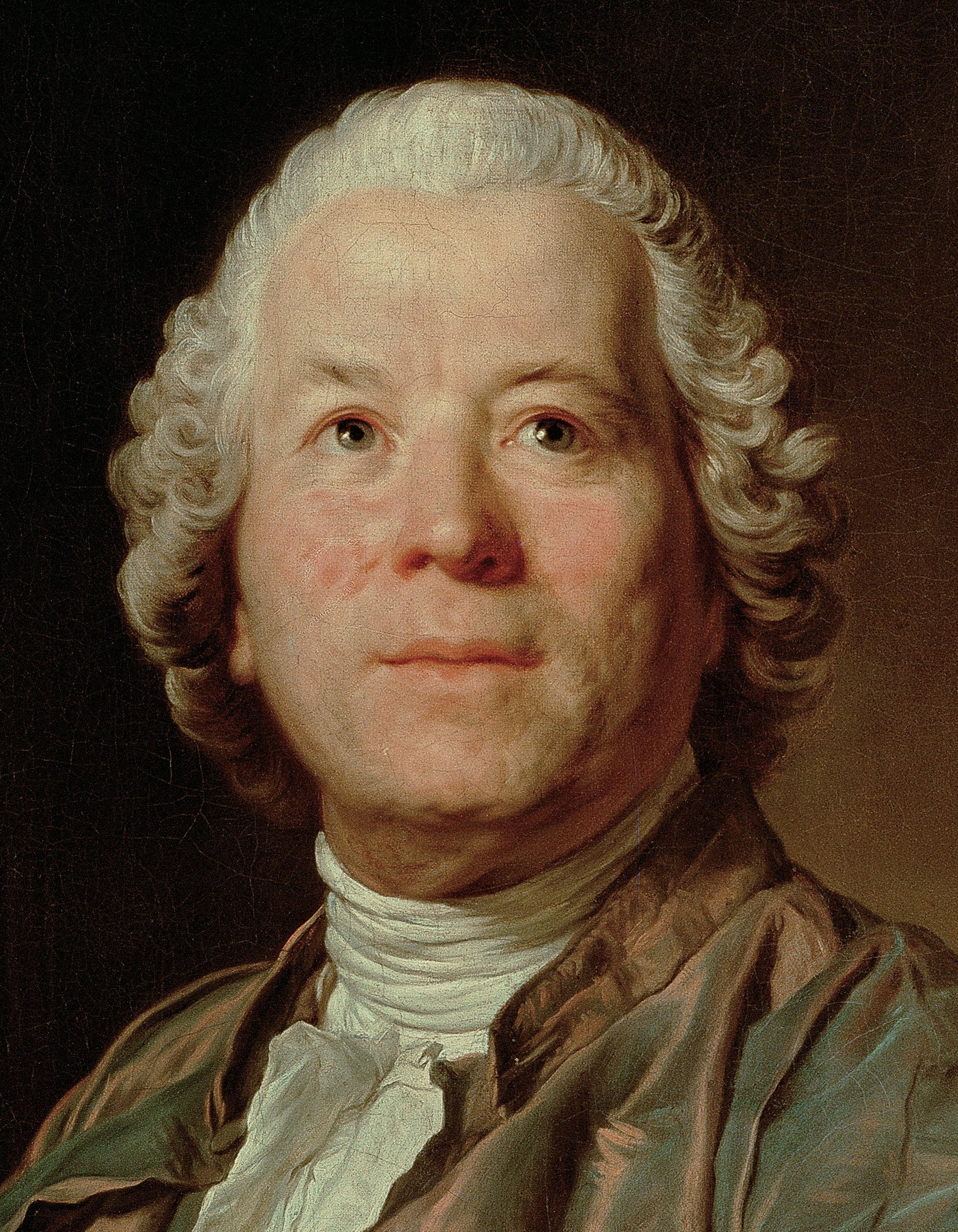
Duplessis: Christoph Willibald Gluck u spinetu, detail
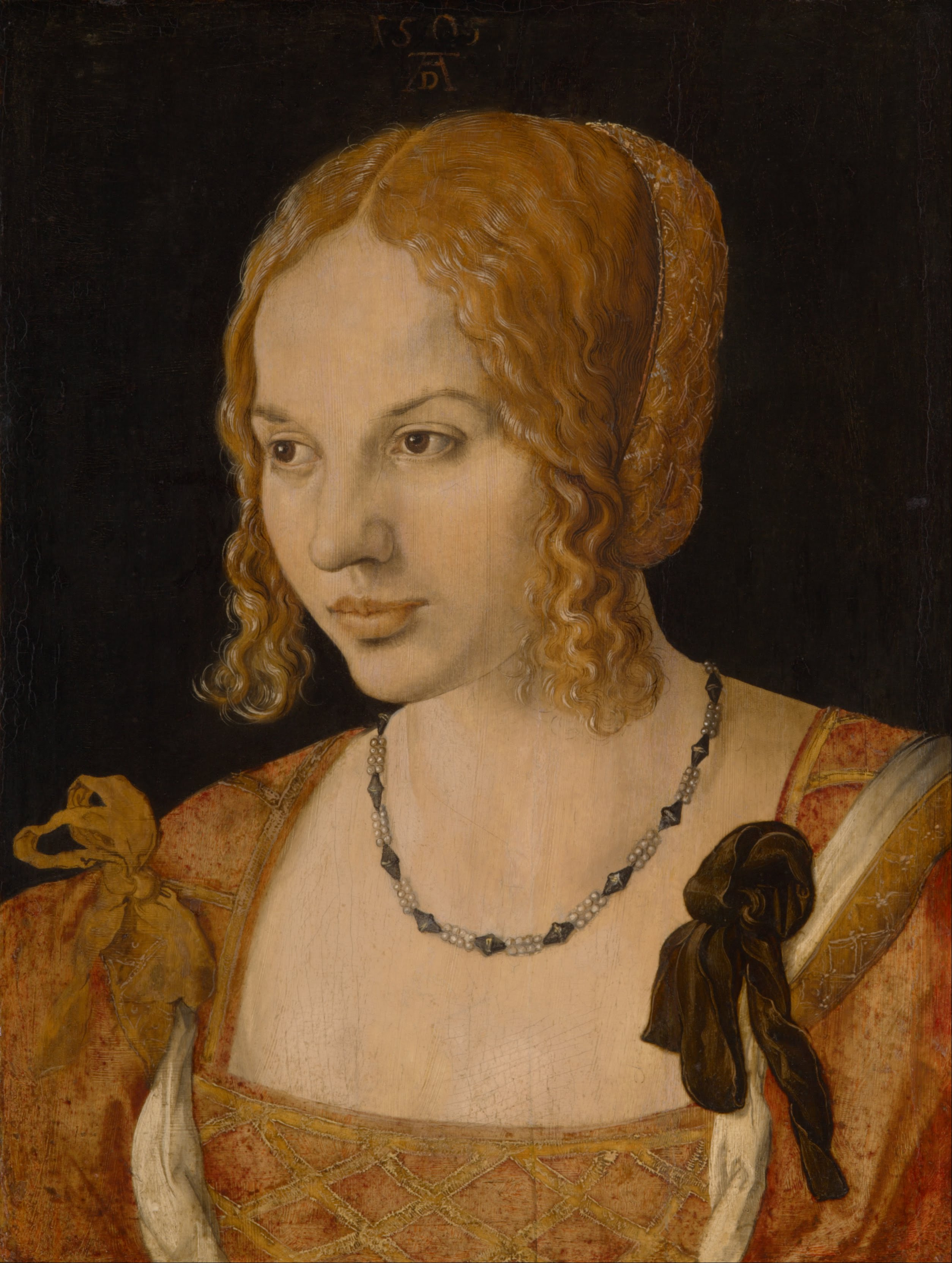
Dürer: Portrét mladé Benátčanky
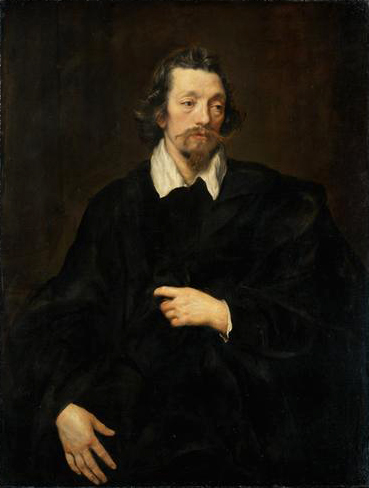
van Dyck: Portrét Jacoma de Cachiopina
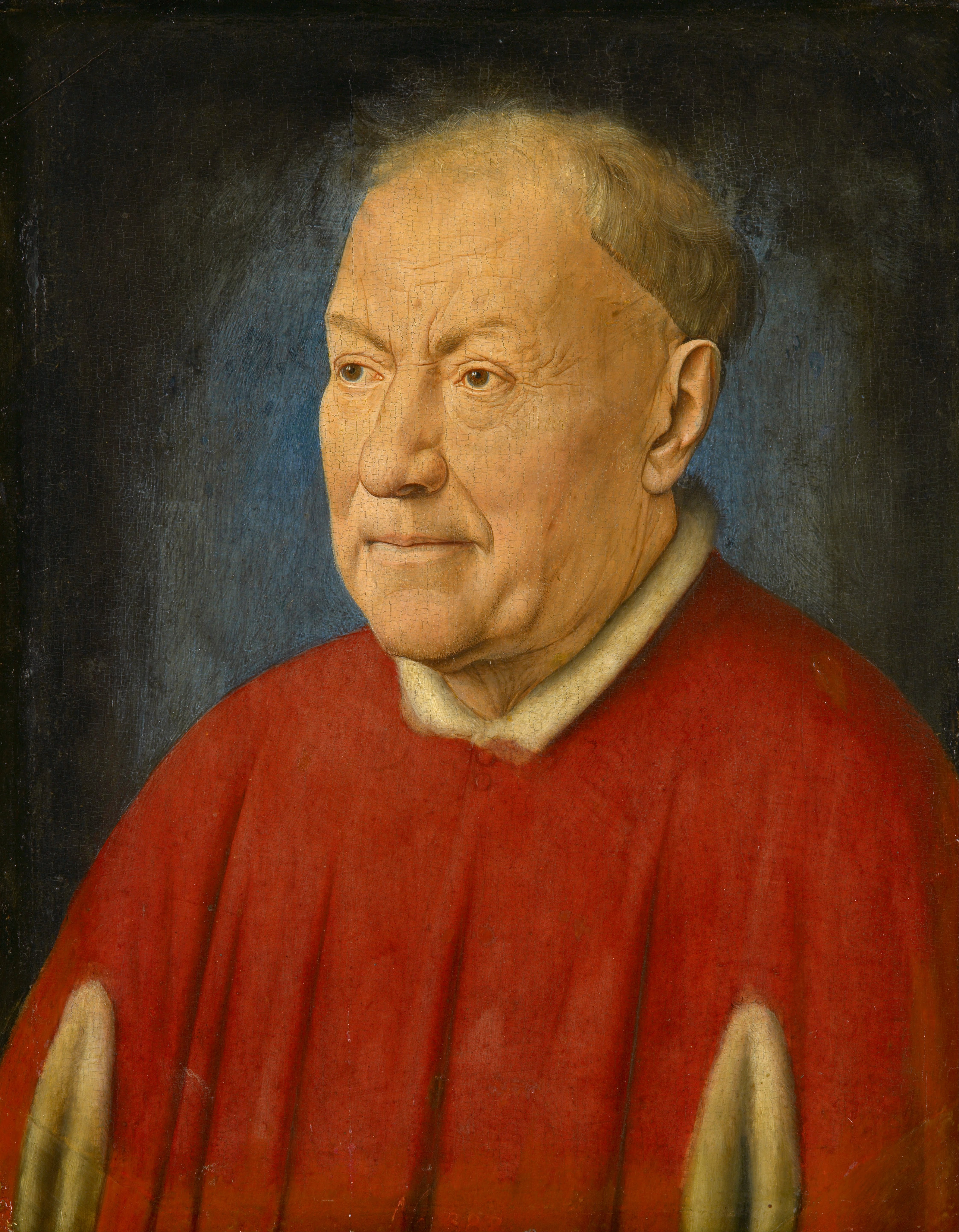
van Eyck: Kardinál Niccolò Albergati
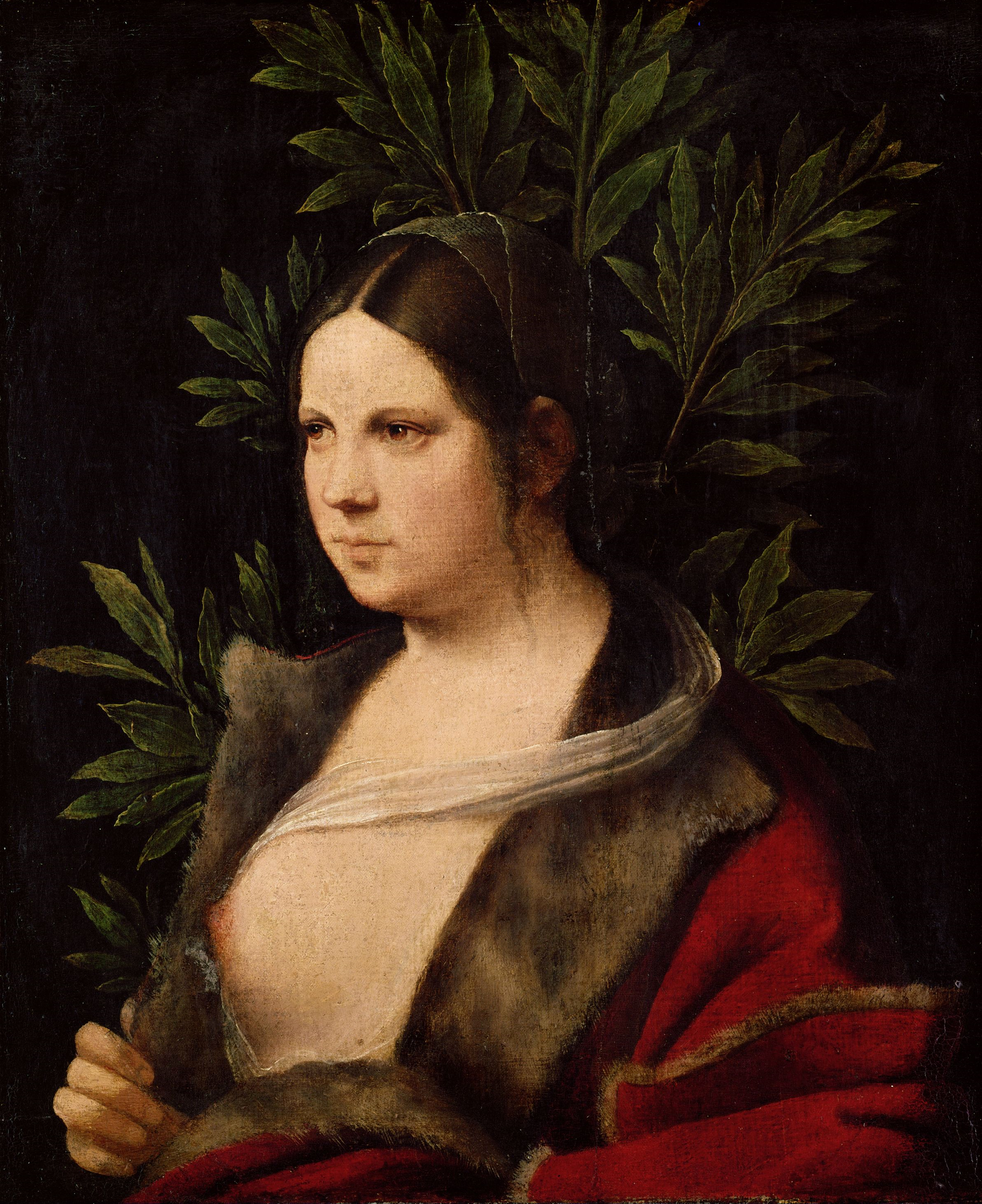
Giorgione: Portrét mladé ženy (Laura)
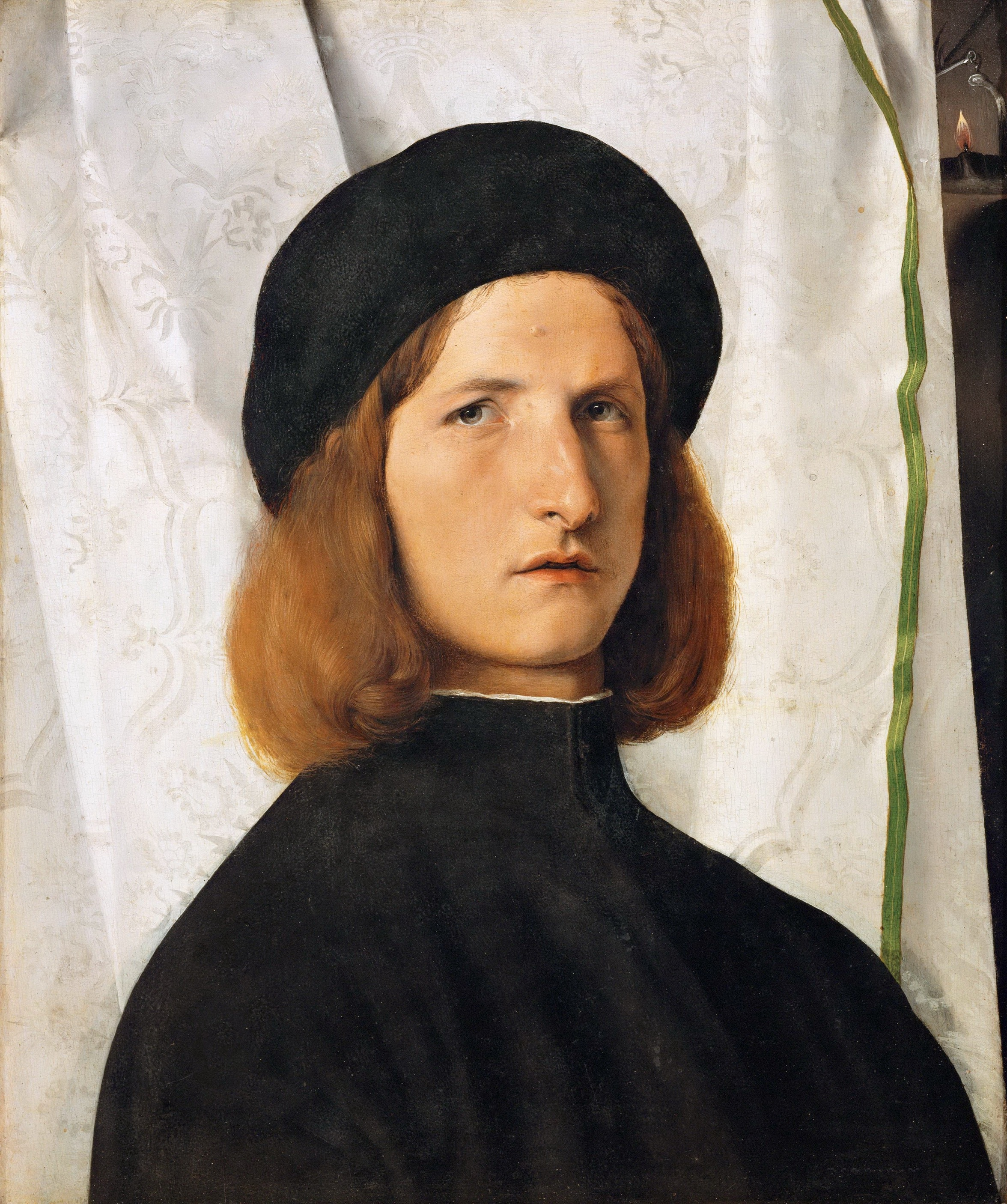
Lotto: Portrét mladíka před bílým závěsem
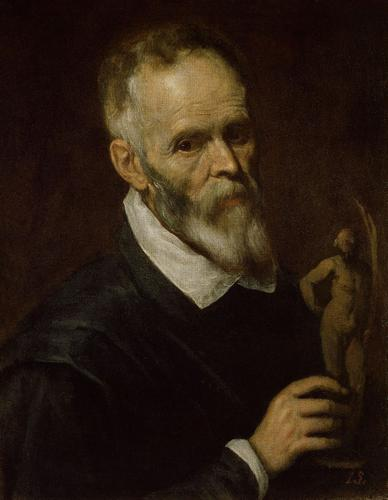
Palma: Portrét sochaře
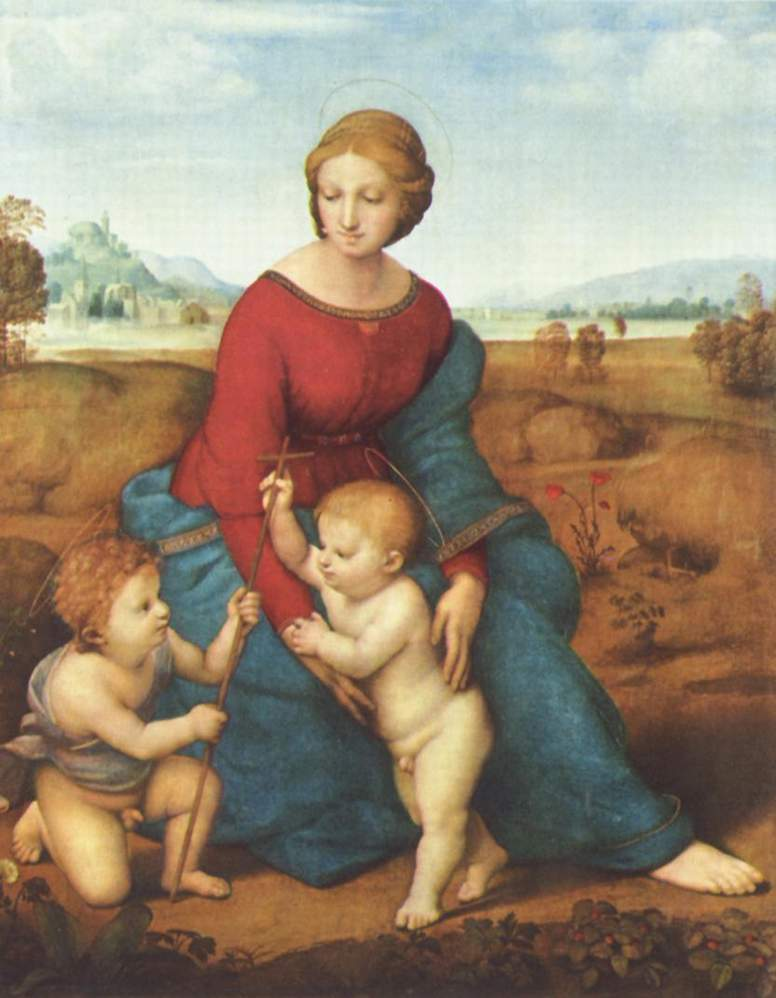
Raffael: Madonna v zeleni
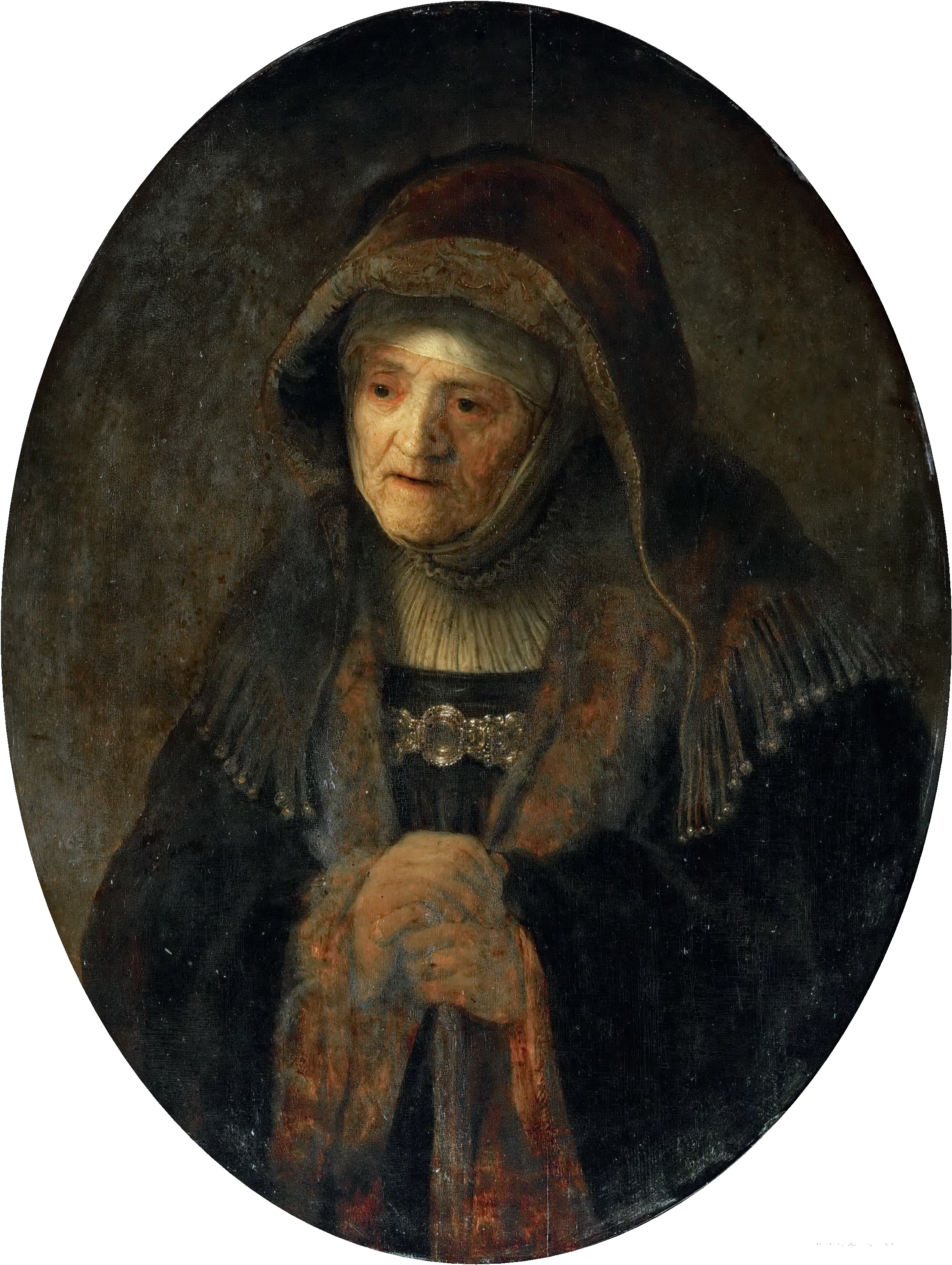
Rembrandt: Umělcova matka jako věštkyně Hannah
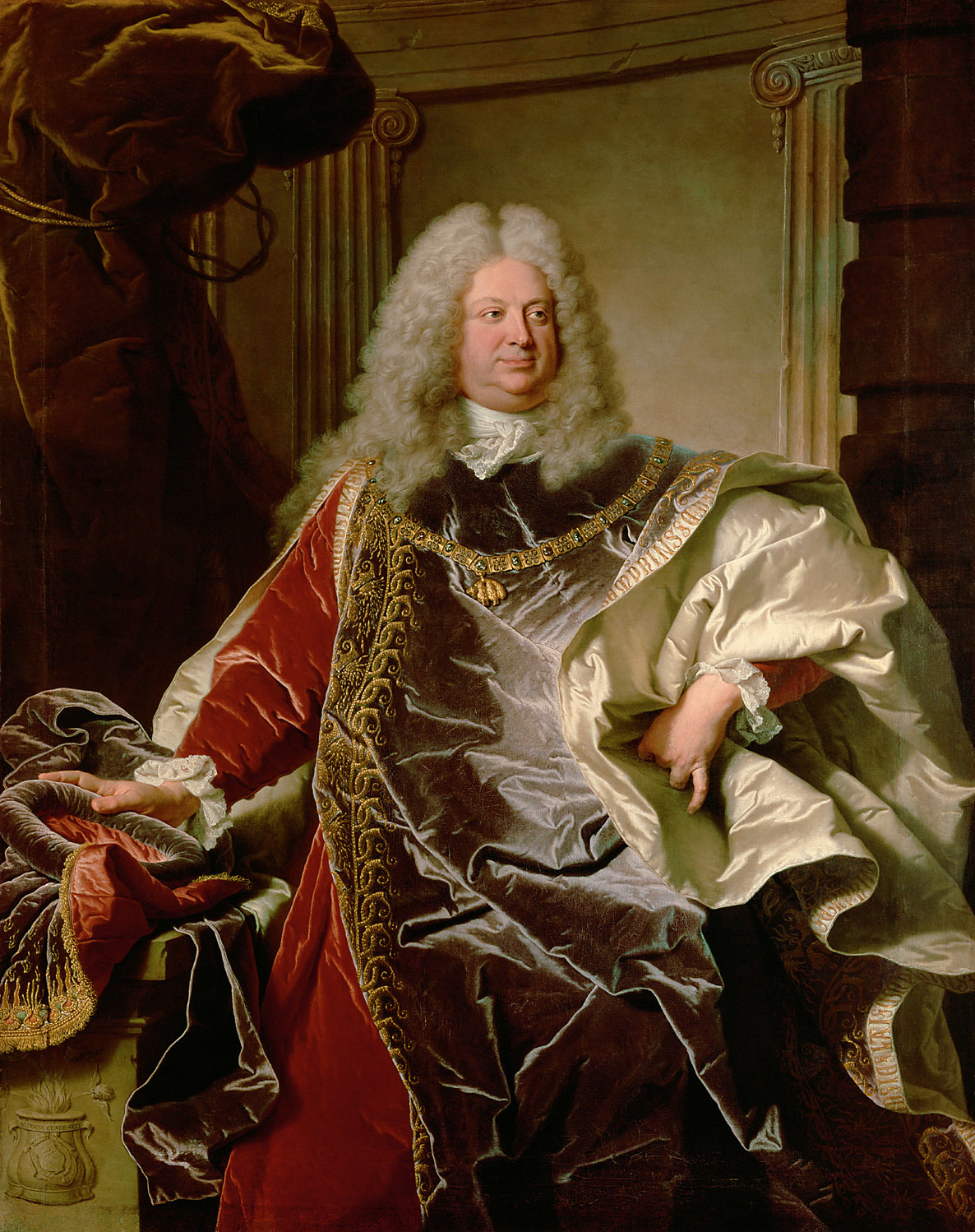
Rigaud: Portrét Filipa Ludvíka Václava hraběte Sinzendorfa
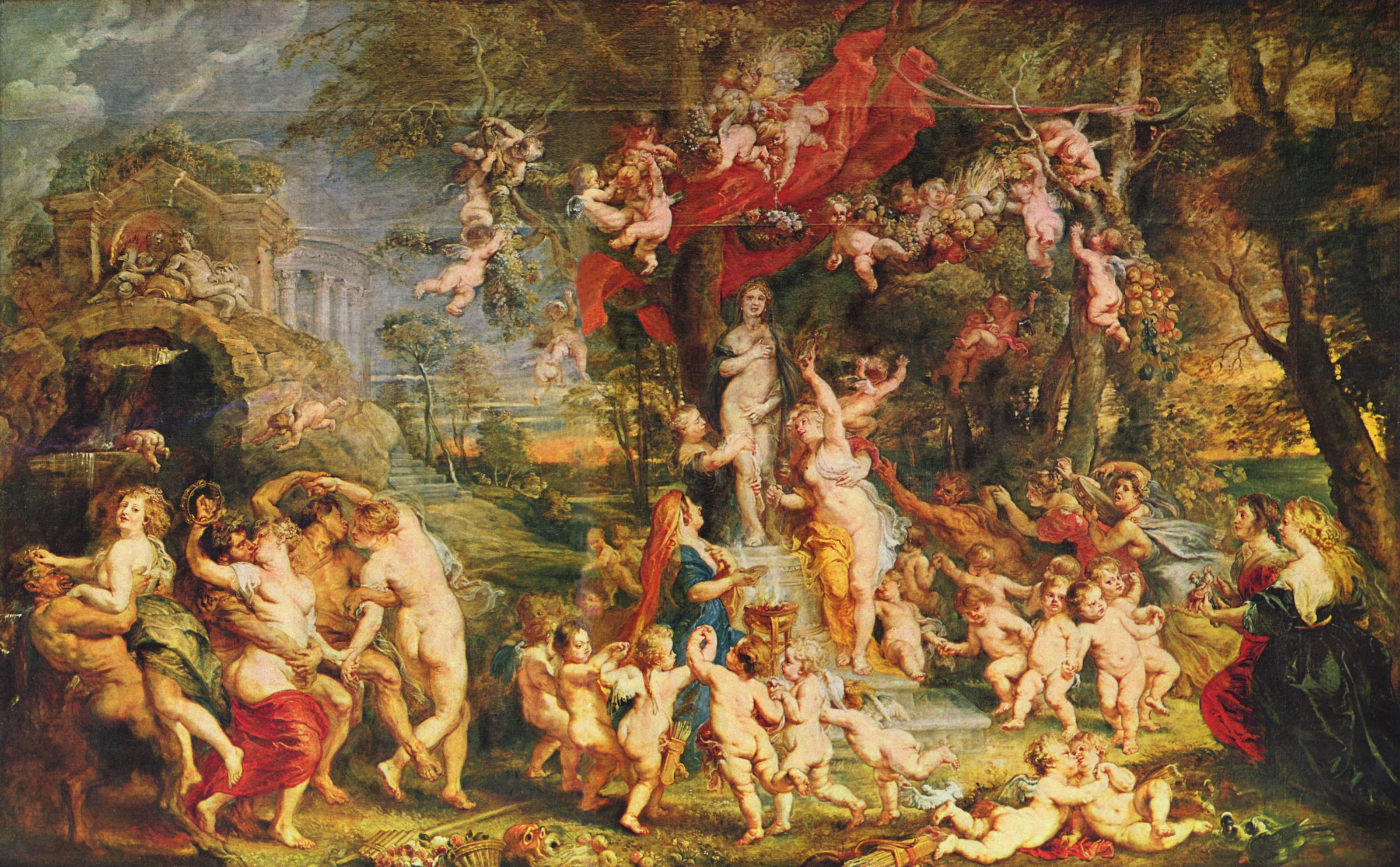
Rubens: Venušina slavnost
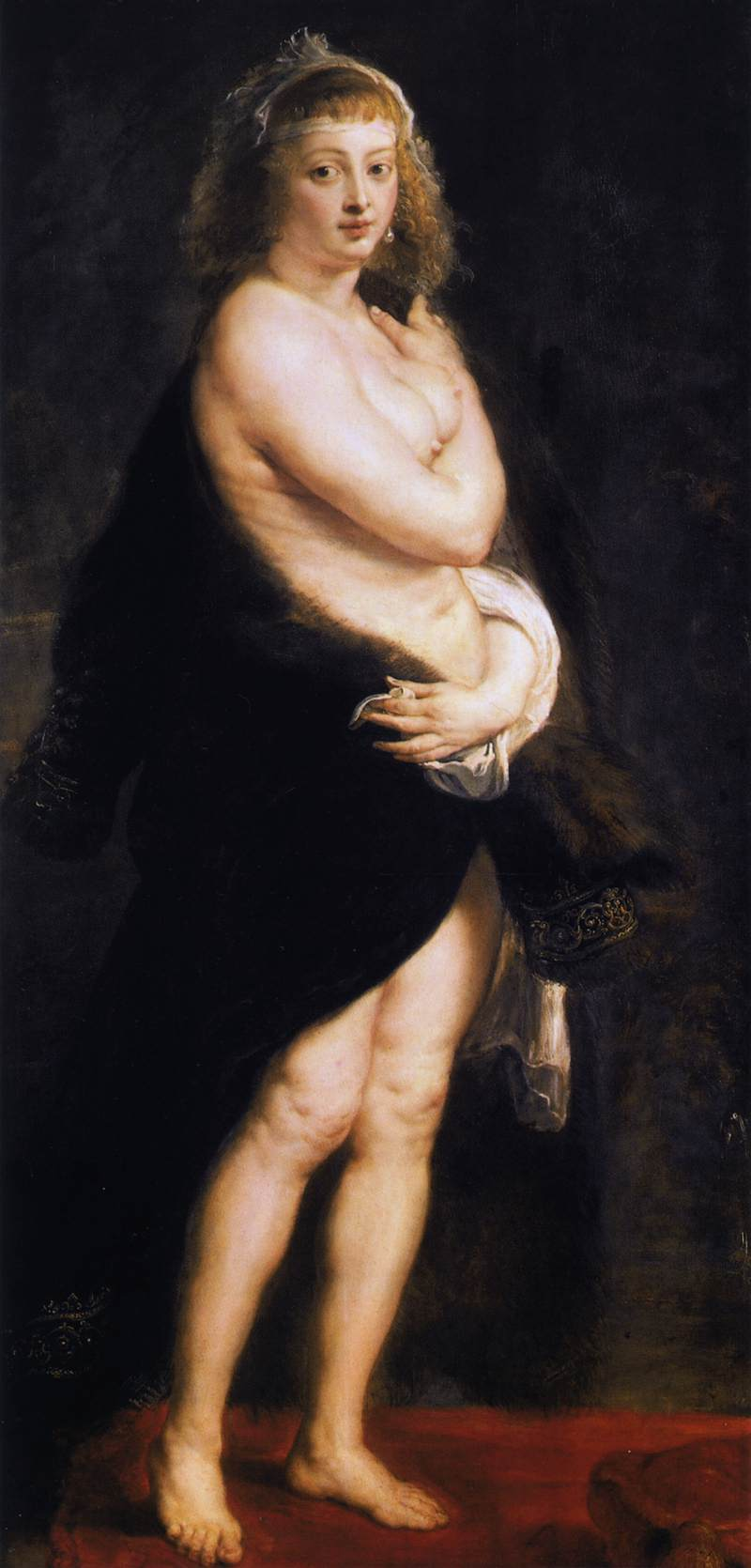
Rubens: Kožíšek
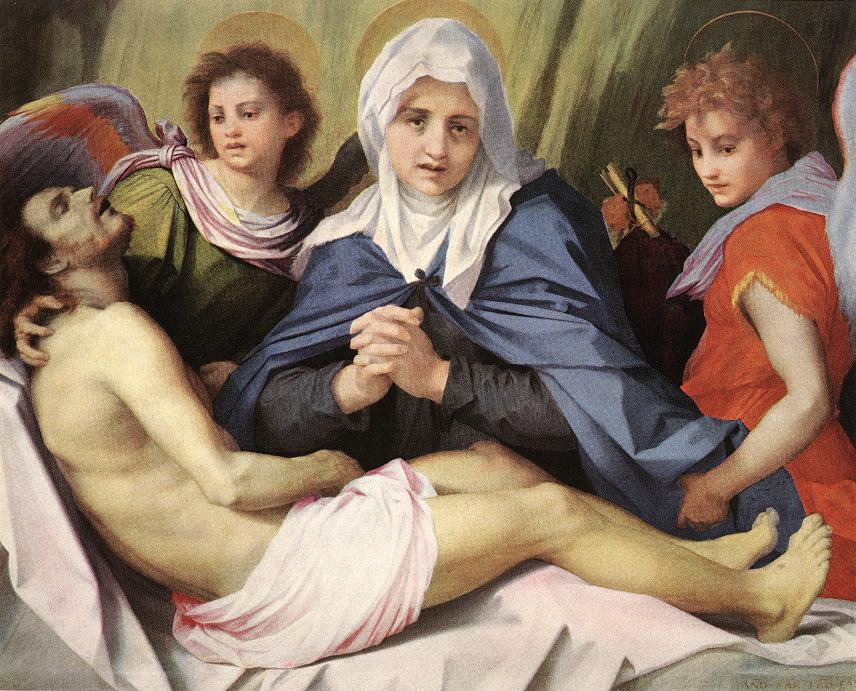
del Sarto: Oplakávání Krista
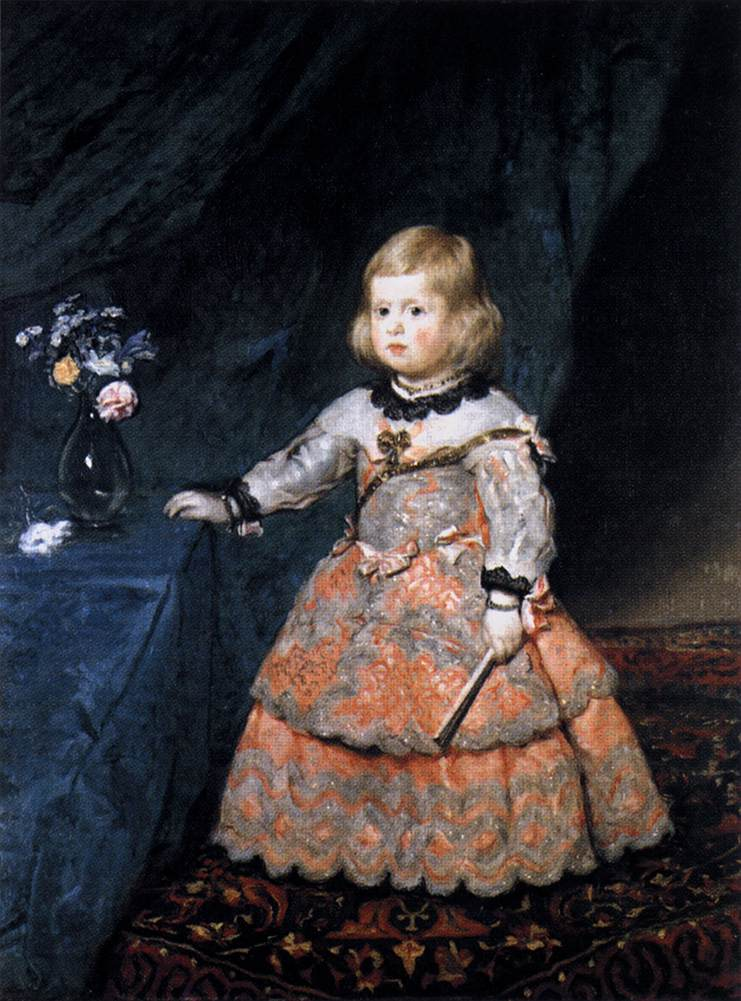
Velázquez: Infantka Markéta Tereza v růžových šatech
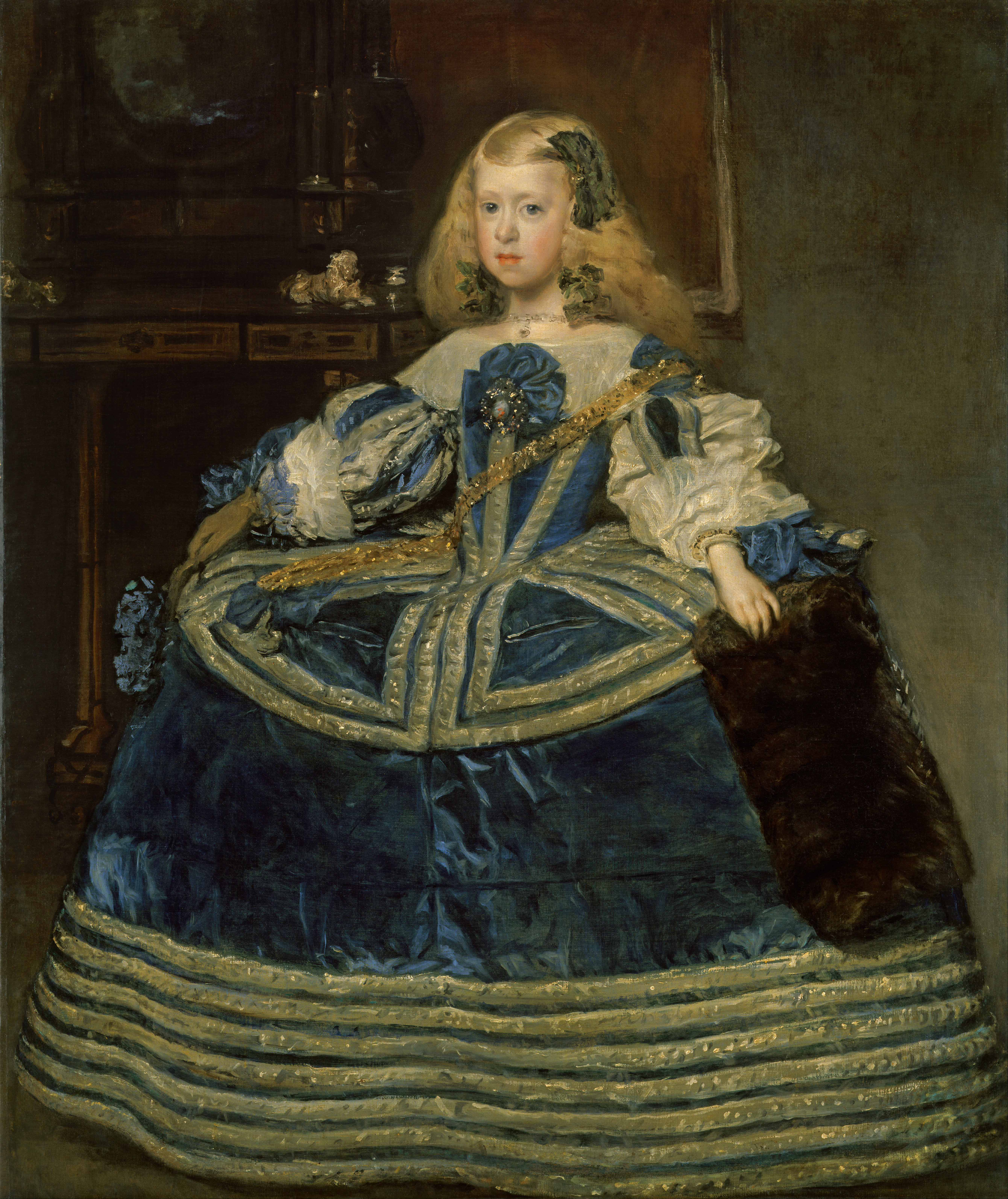
Velázquez: Infantka Markéta Tereza v modrých šatech

### Císařská klenotnice
Sbírka je vystavena ve Švýcarském dvoře Hofburgu. Exponáty jsou rozděleny na světskou a církevní klenotnici. Světská část zahrnuje císařské i rakouské korunovační klenoty, a to říšskou korunu, žezlo říšské jablko a korunovační evangeliář, císařskou korunu Rudolfa II., skupinu klenotů Řádu zlatého rouna, gotické žezlo a gotické královské jablko českého krále Karla IV., gotický korunovační plášť, rukavice a střevíce římského císaře, renesanční a barokní šperky a další zvlášť cenné předměty. Sakrální oddělení obsahuje zejména preciosa a paramenta, relikviáře, z nichž k nejstarším patří zlatá schránka sv. Štěpána, posázená drahokamy, z 9. století a soubor tří gotických relikviářů pořízený císařem Karlem IV., dále rudolfinské votivní šperky, pace a oltářík z dílny pražských Miseroniů, nebo raně barokní augsburské oltáříky Mathiase Wallbauma.

#### Galerie

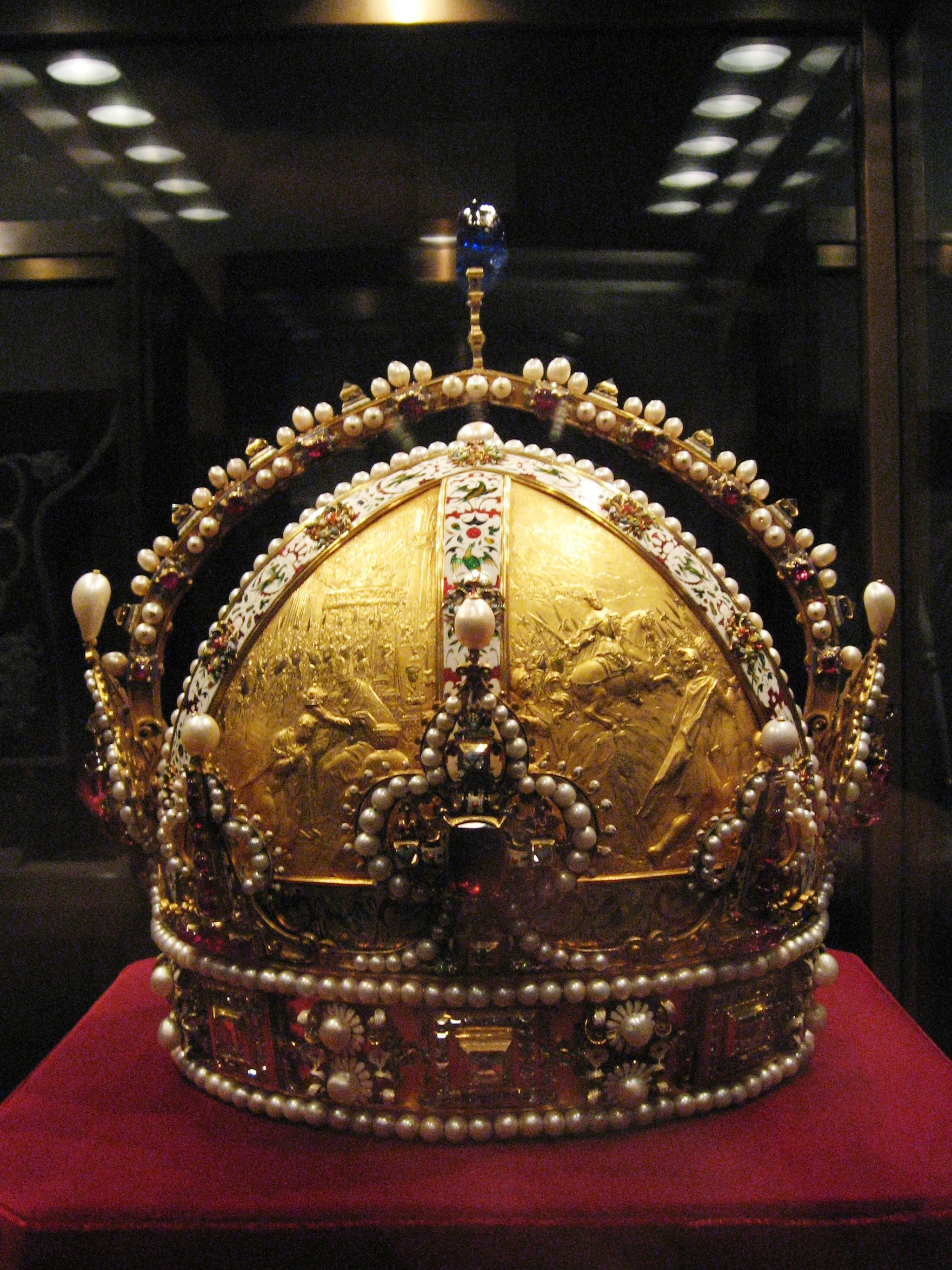
Koruna císaře Rudolfa II.
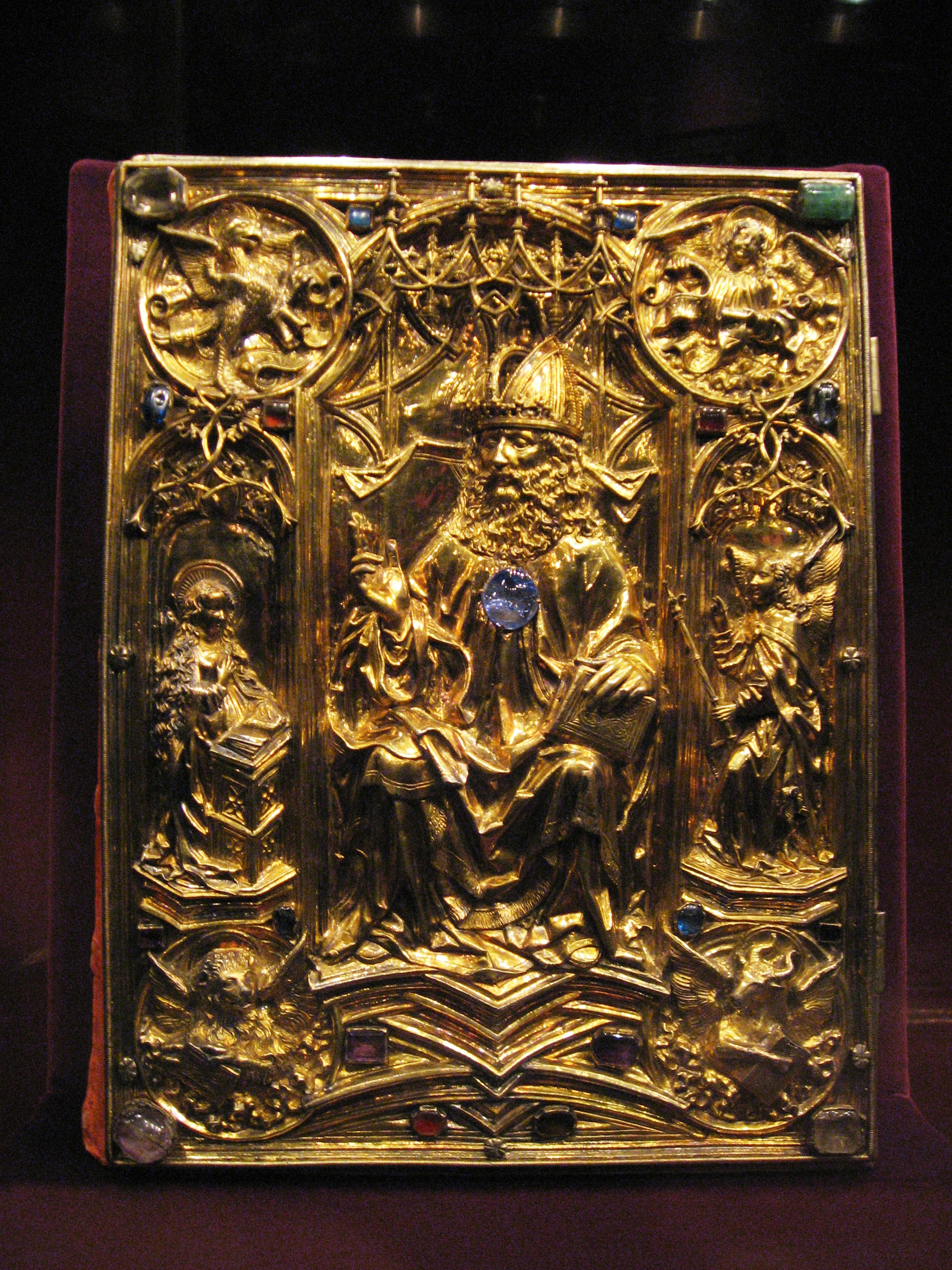
Deska korunovačního evangeliáře (15. stol.)
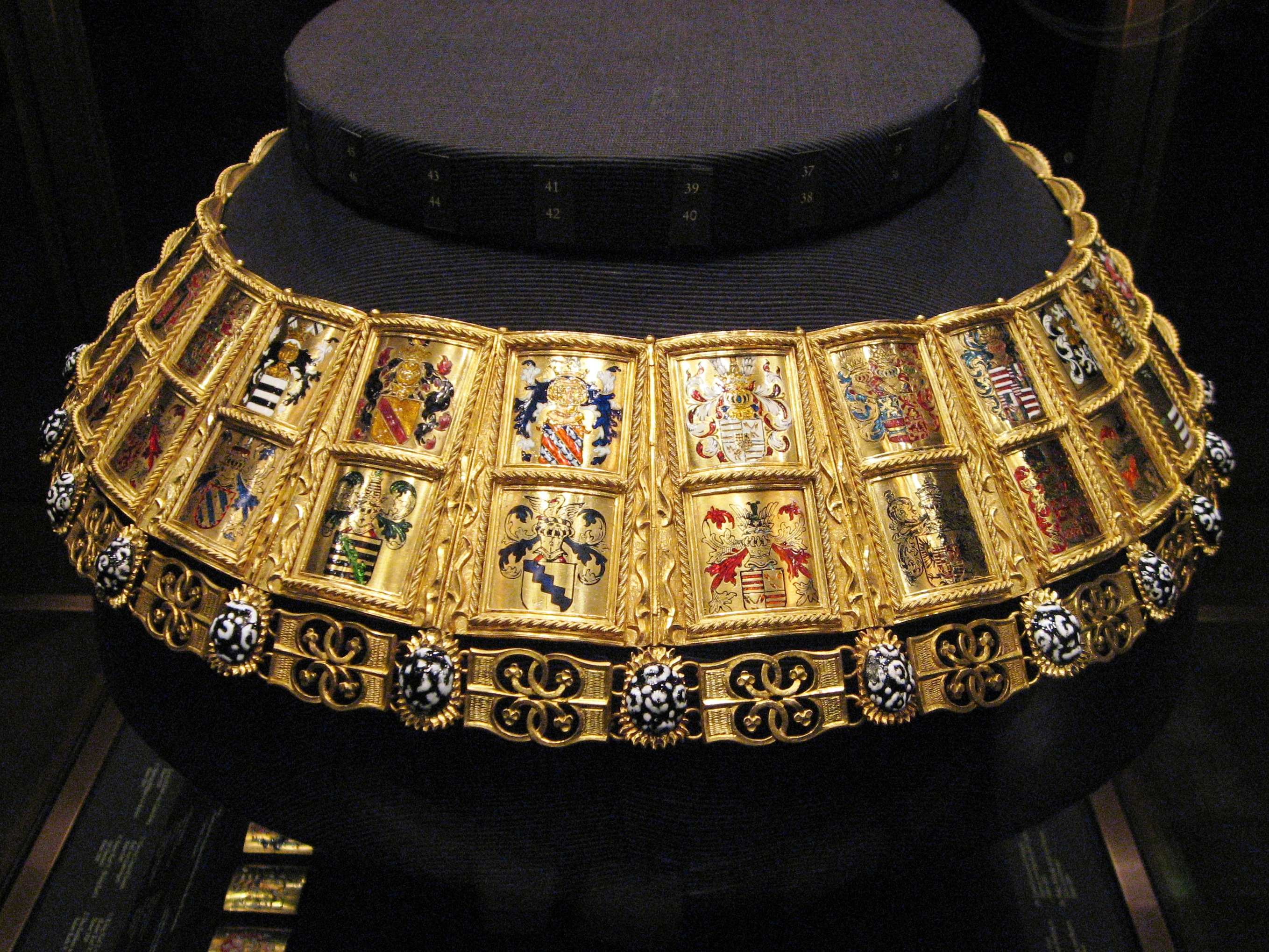
Řetěz herolda Řádu zlatého rouna (Nizozemí, 1517)
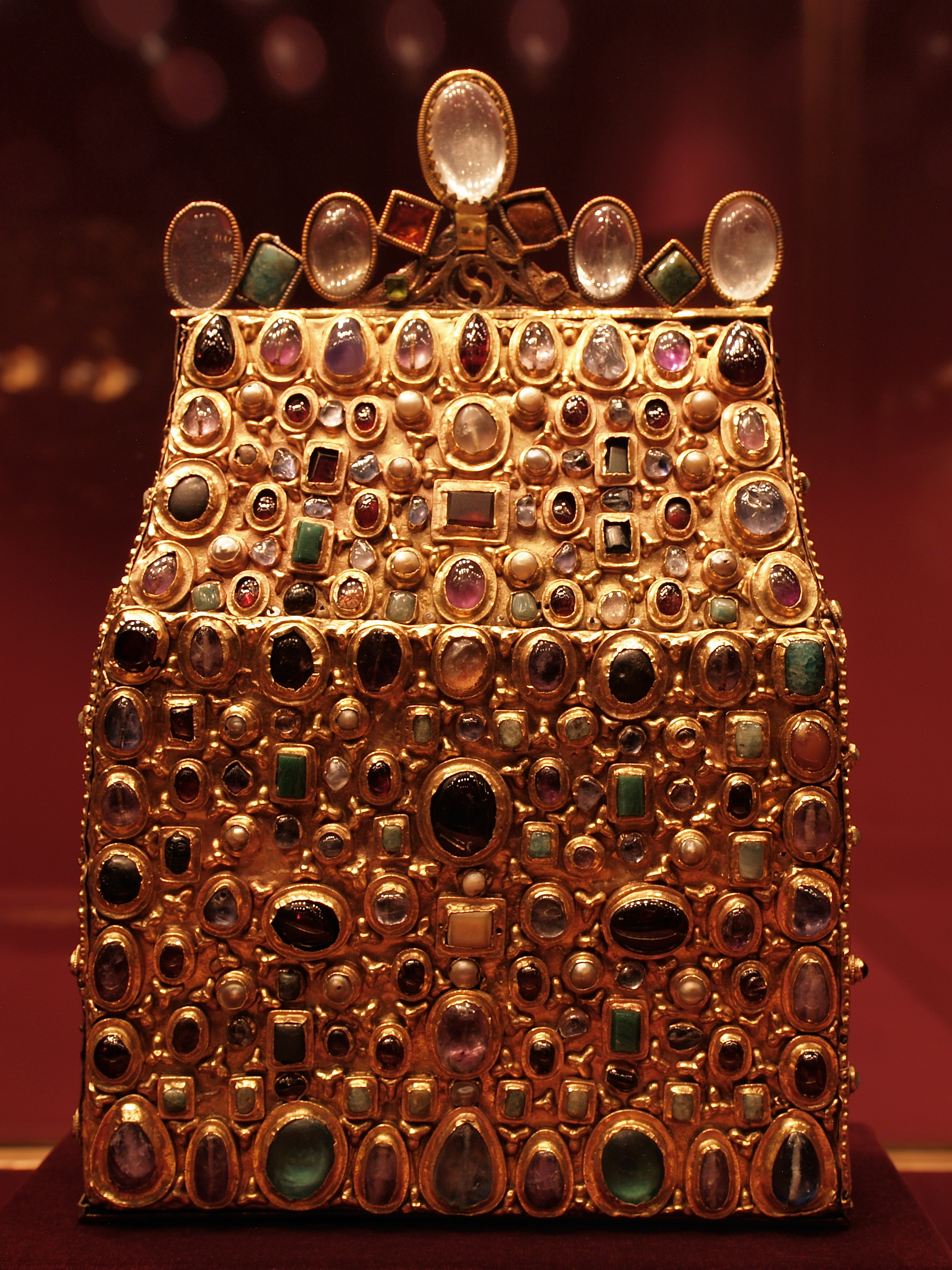
Relikviářová schránka sv. Štěpána (zlato na dřevě, 9. stol.)

### Šperky a klenoty

#### Galerie

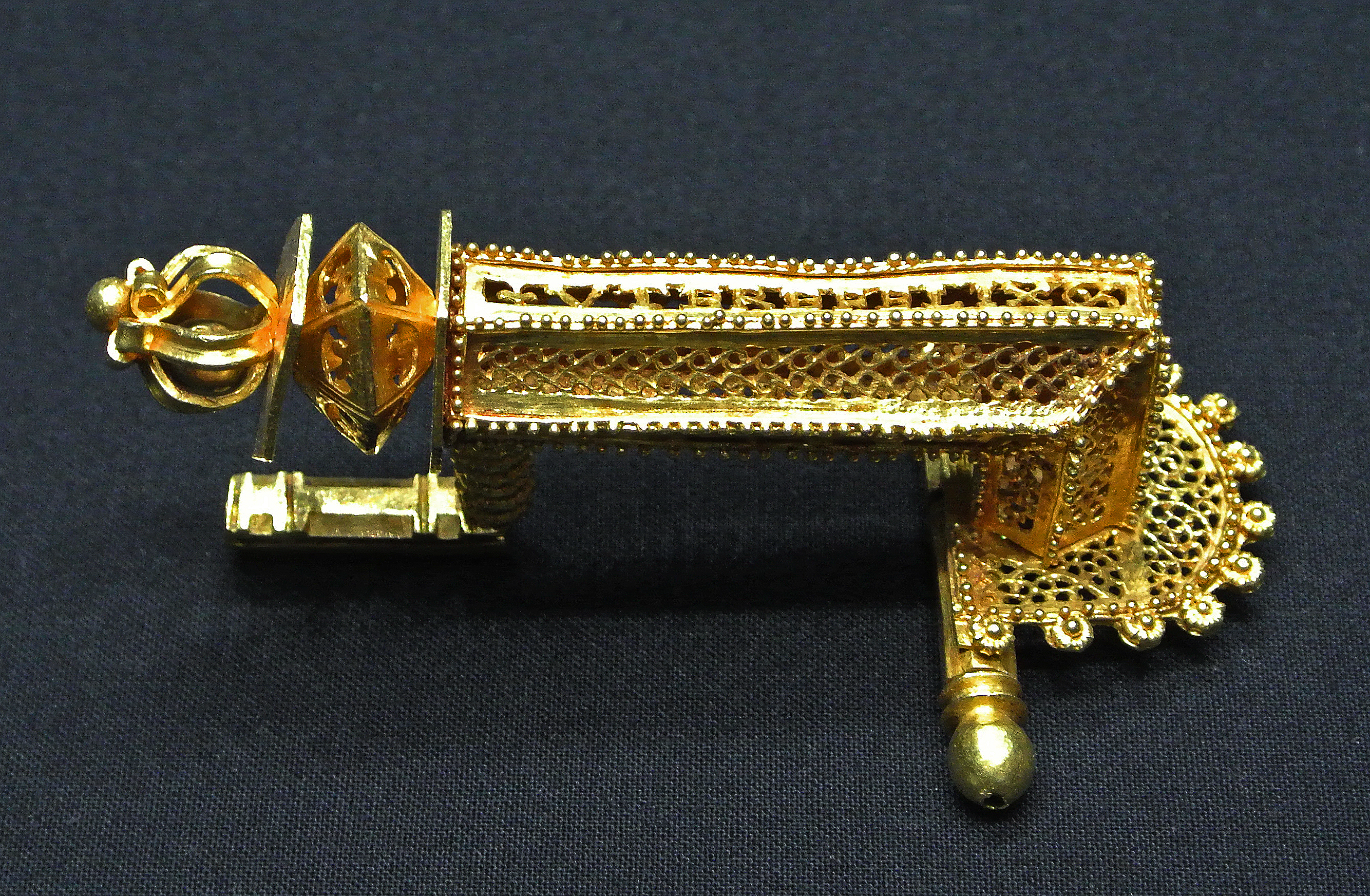
Římská spona (zlato, 3. stol.)
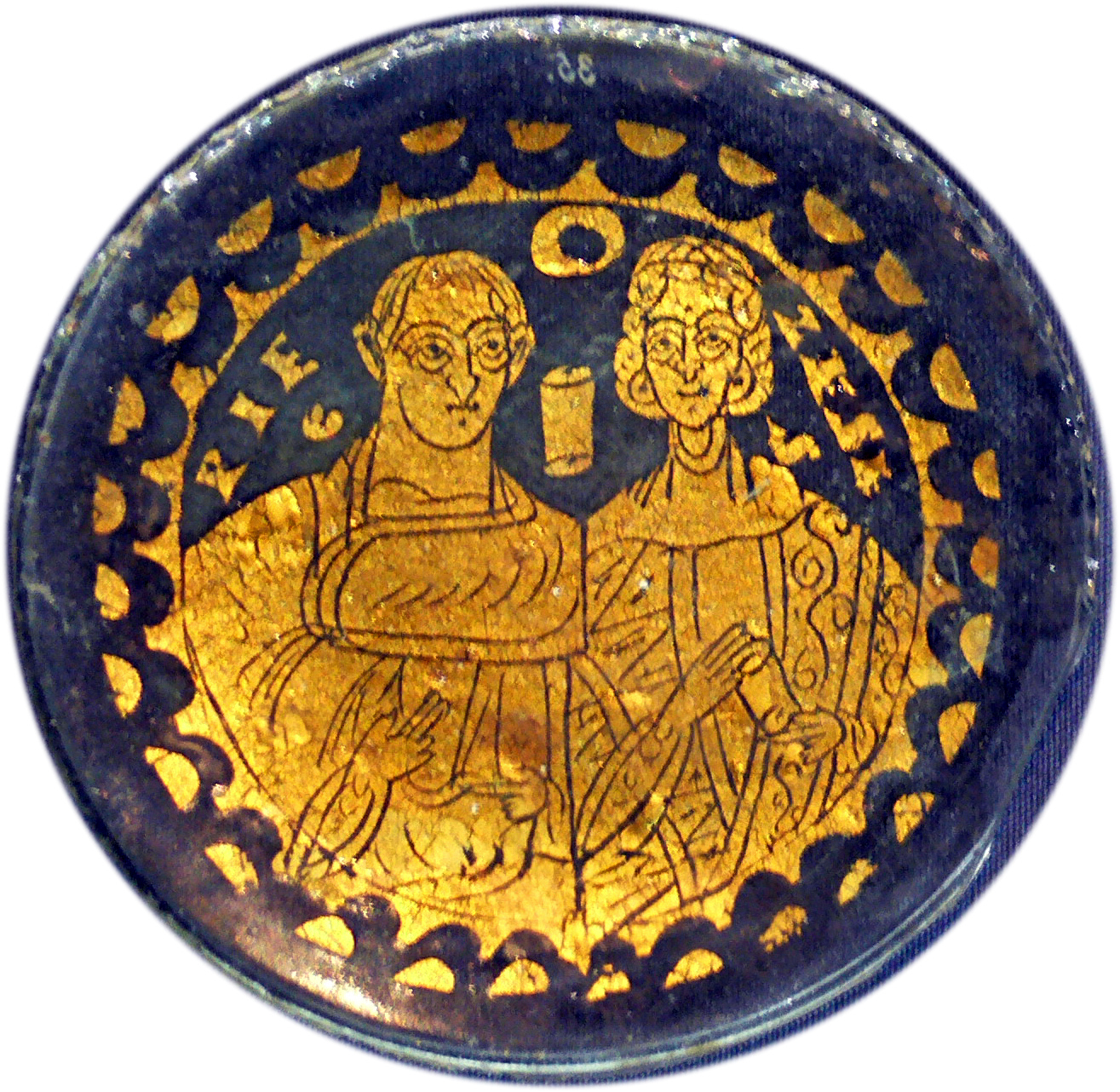
Manželé (římské zlacené sklo, 4. stol.)
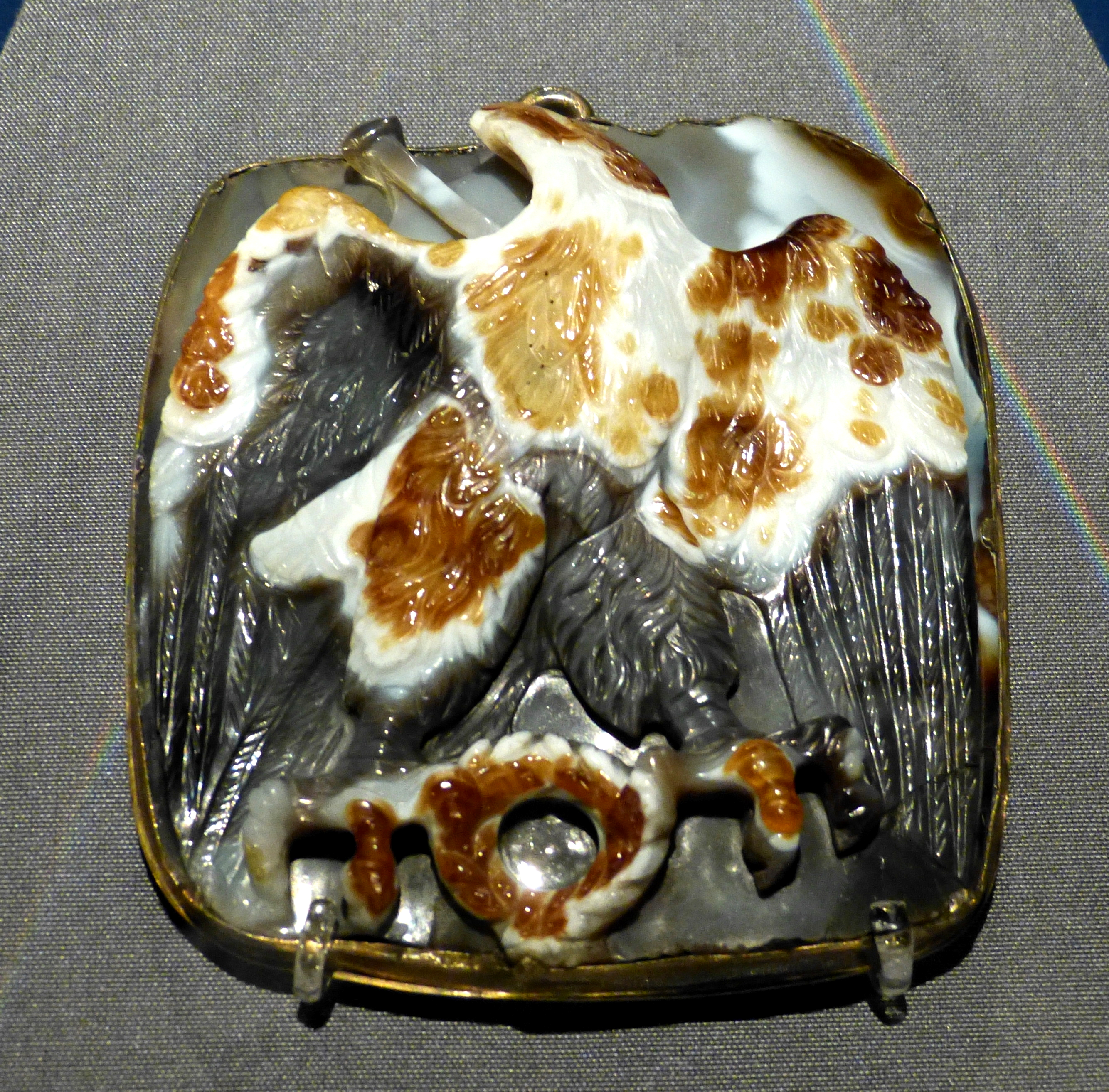
Orel (kamej, po 54)
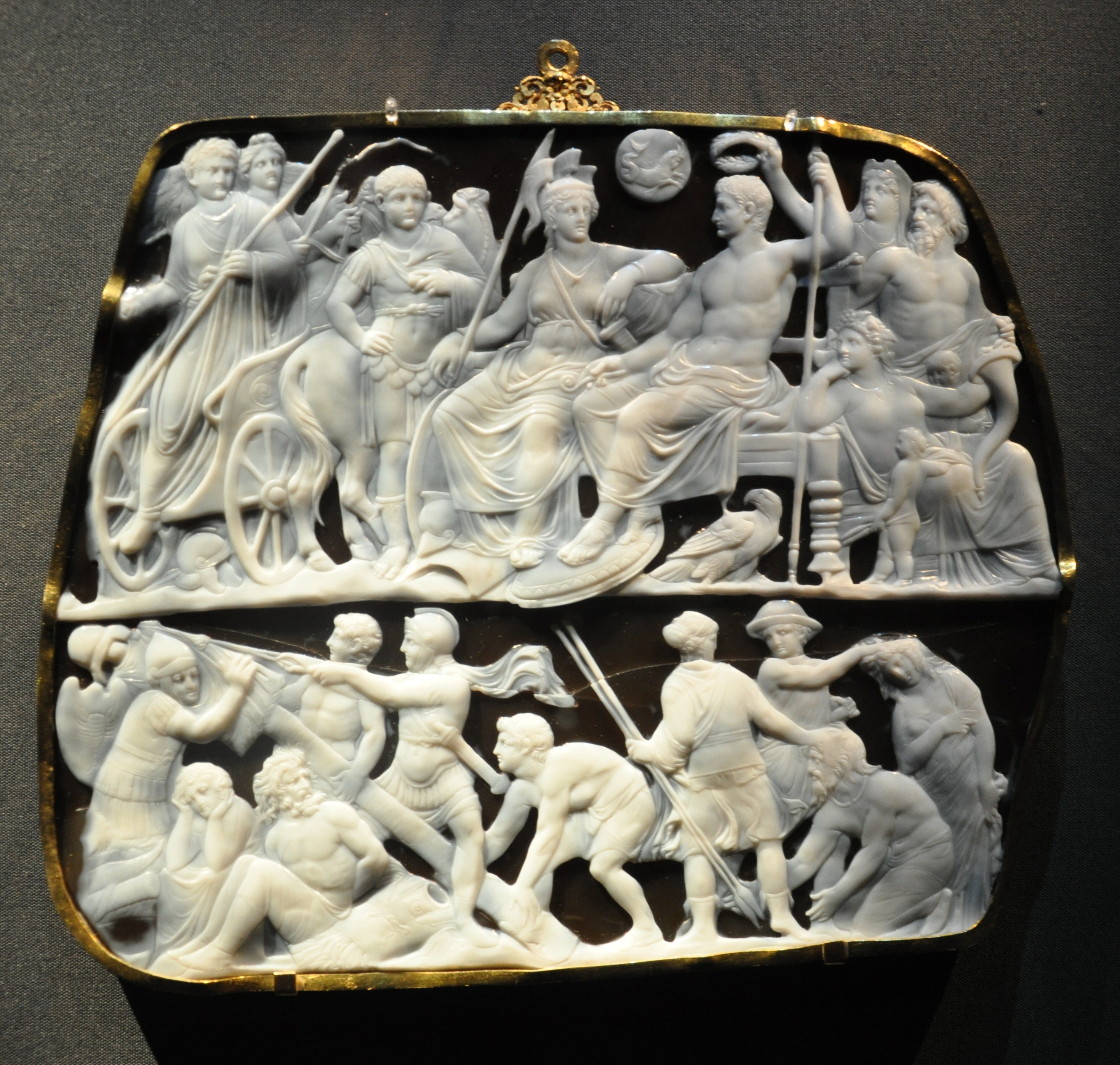
Augustova gemma (achát, 1. stol.)
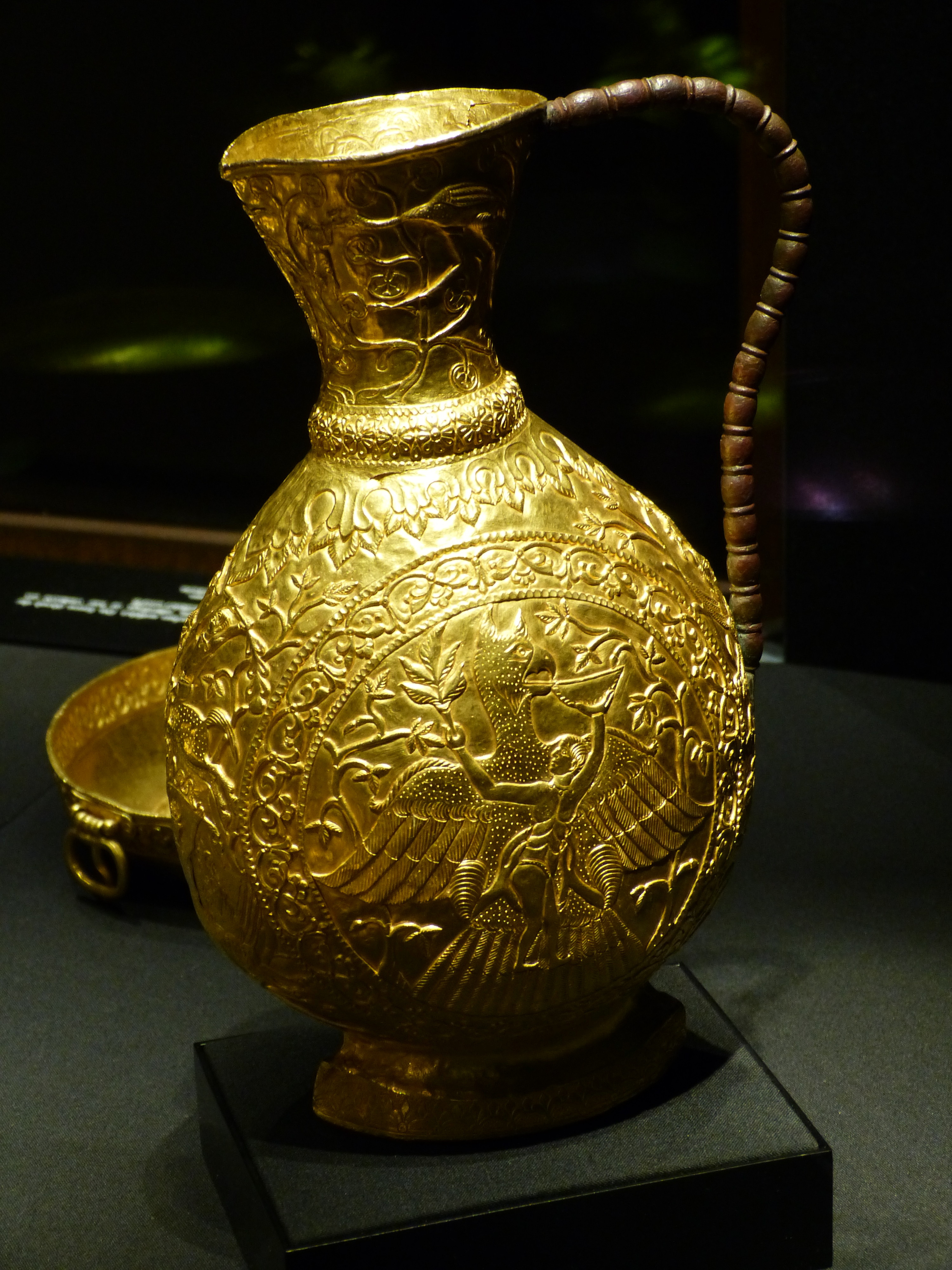
Poklad ze Szentmiklos: džbán s orlem (zlato, 8. stol.)
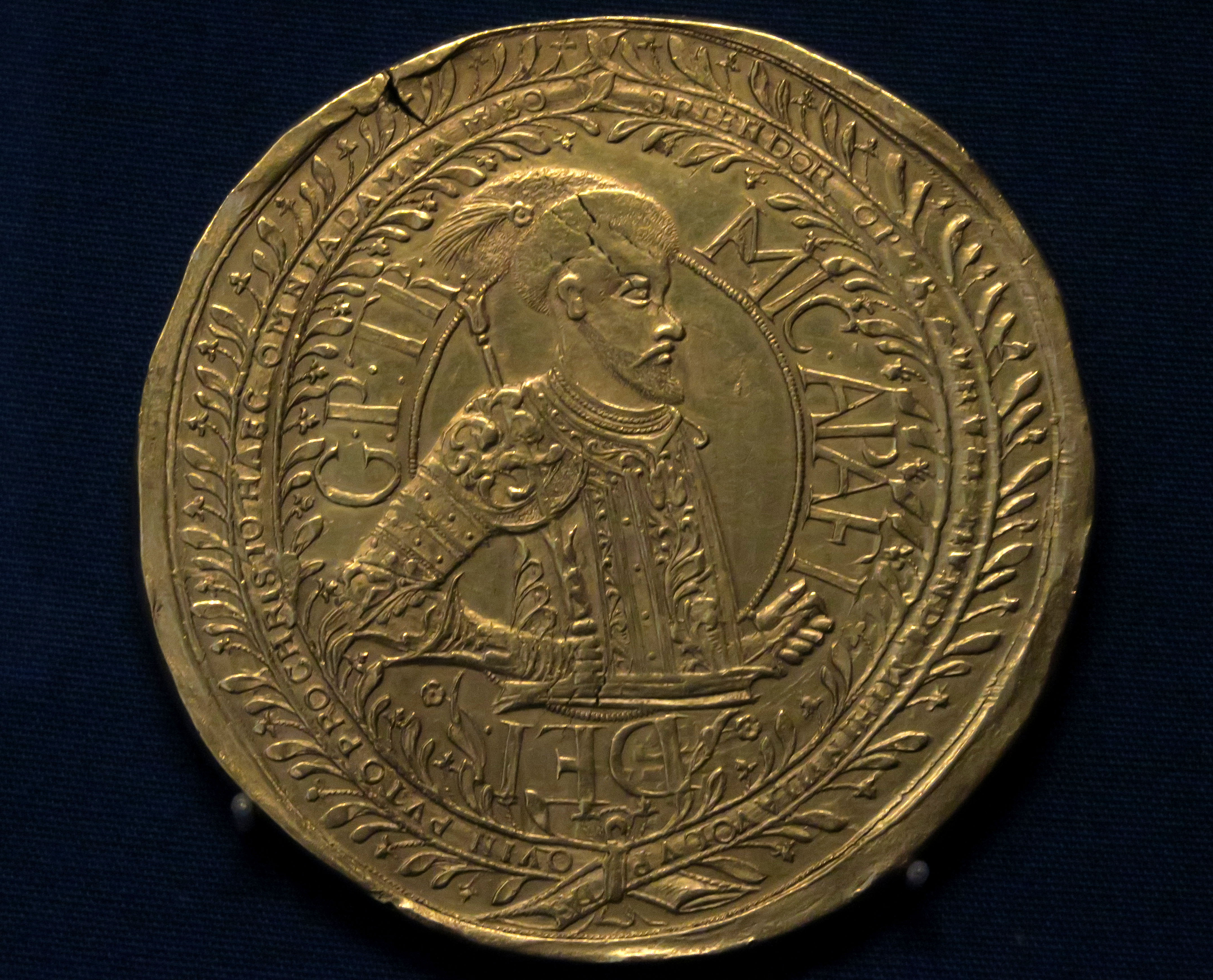
Zlatý padesátidukát Ferdinanda III. (Čechy, 1627)

### Zbroj, hudební nástroje a pod.
Sbírka zbraní a hudebních nástrojů je umístěna v novém křídle Hofburgu (Neue Burg), sbírka kočárů v zámku Schönbrunn.

#### Galerie

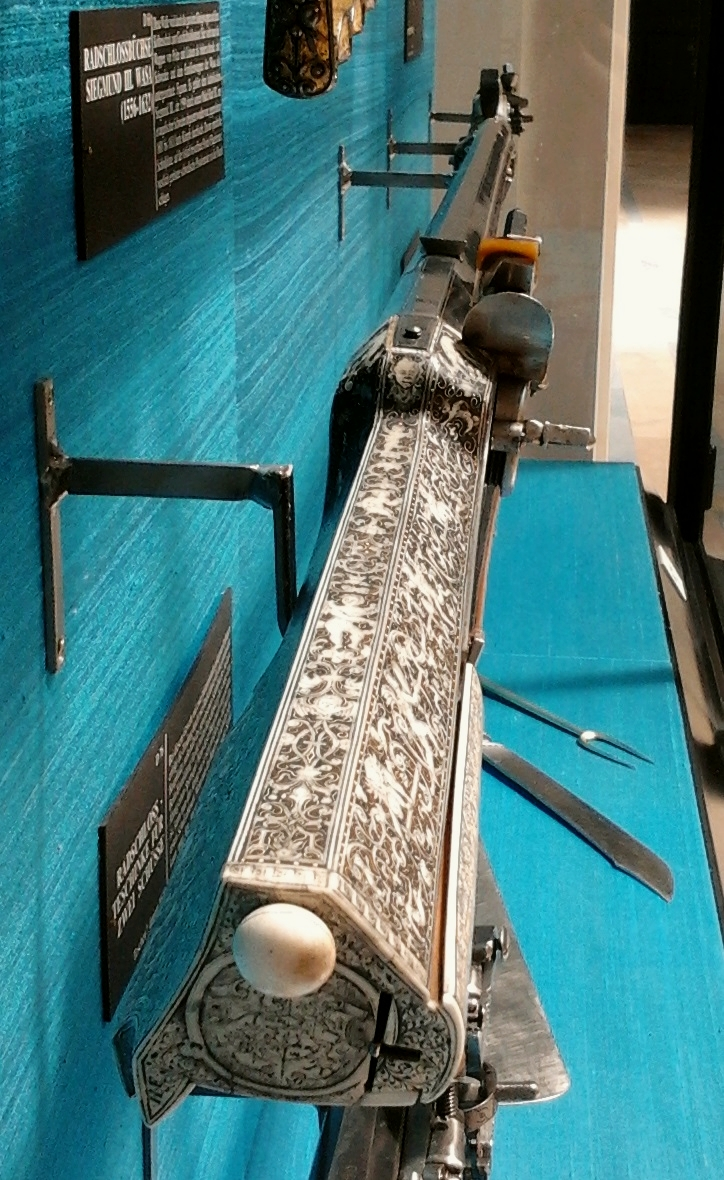
Puška švédského krále Zikmunda III. Vasy (1605-1610)
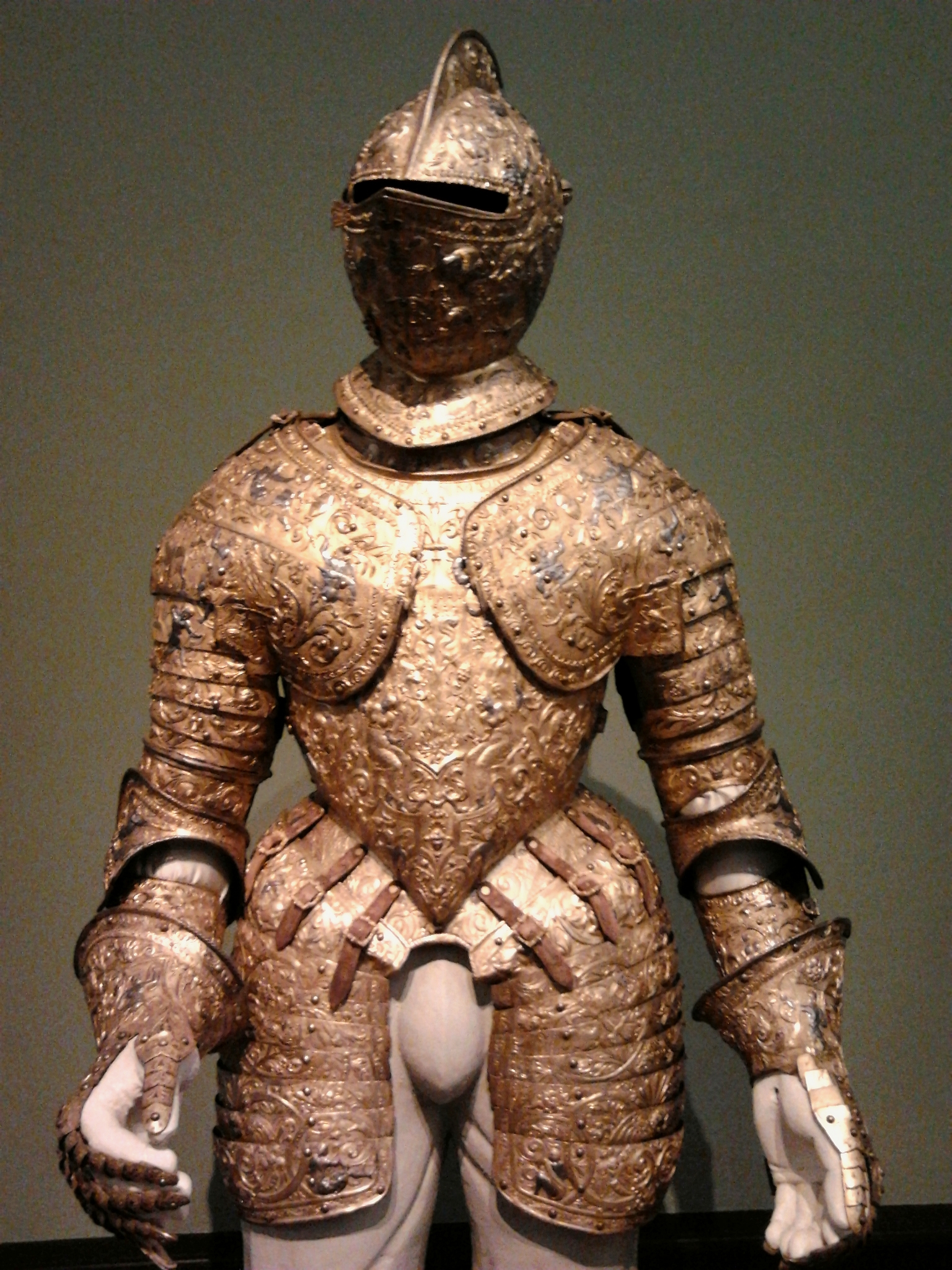
Zbroj Jindřicha z Valois (kolem 1570)
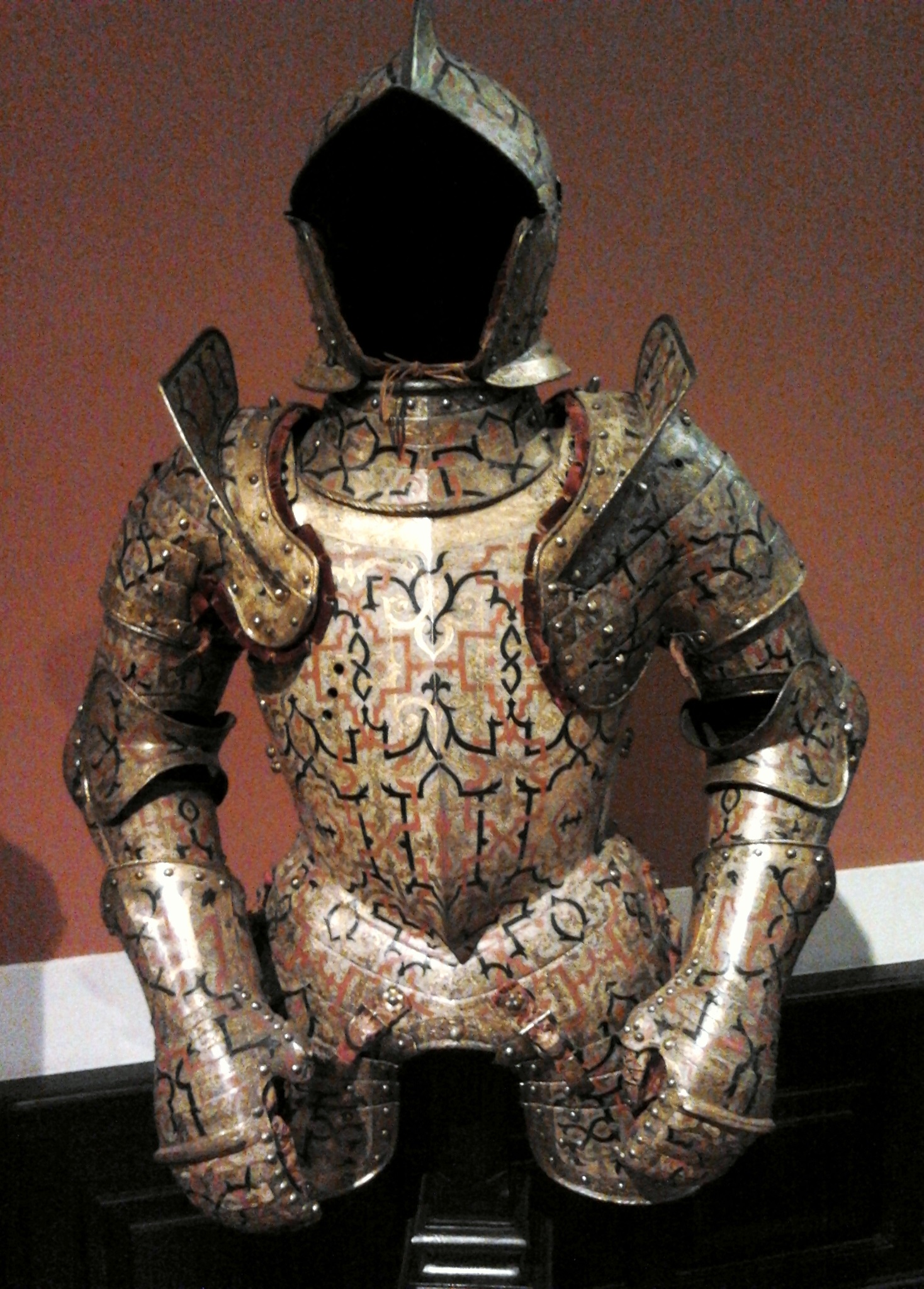
K. Lochner: Zbroj Mikuláše IV. Radziwila (kolem 1550)
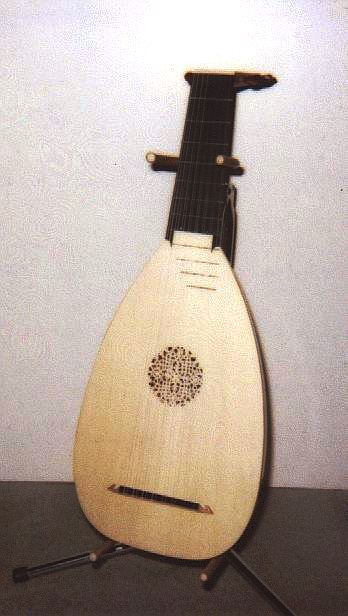
Osmistrunná renesanční loutna
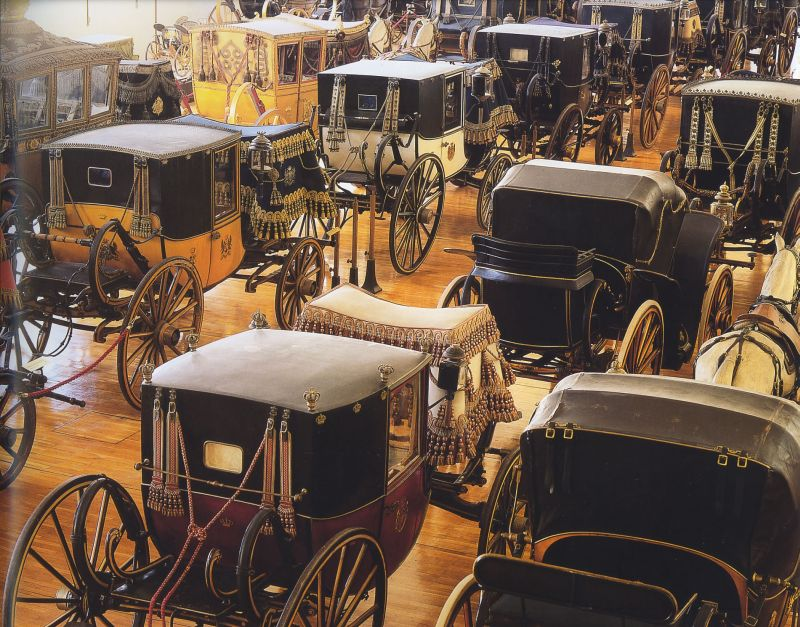
Sbírka kočárů (Wagenburg, Schönbrunn)